# Arquitectura gótica checa

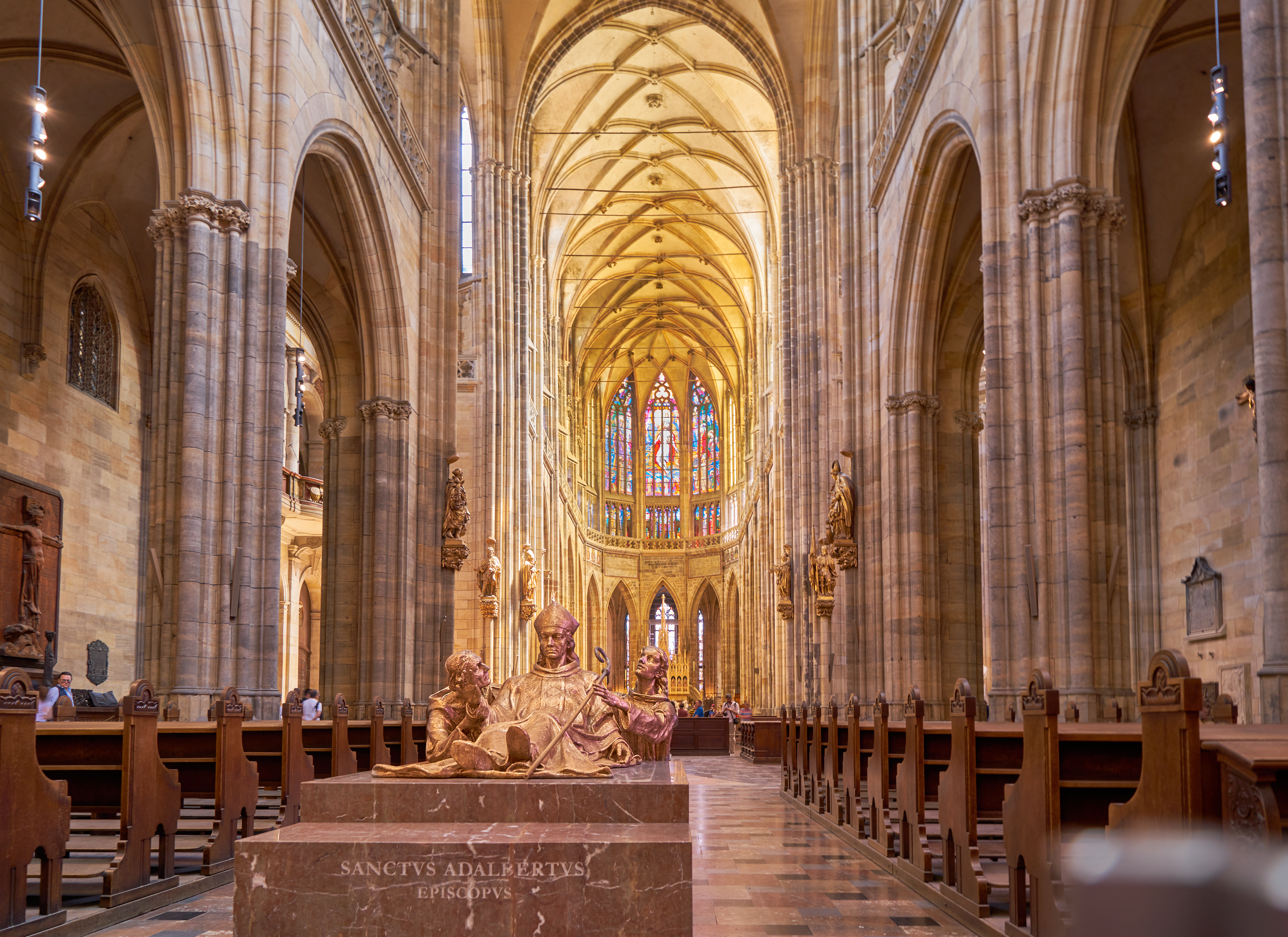
Coro de la catedral de San Vito (Praga) (1344-1385), obra de Matías de Arrás y Peter Parler.

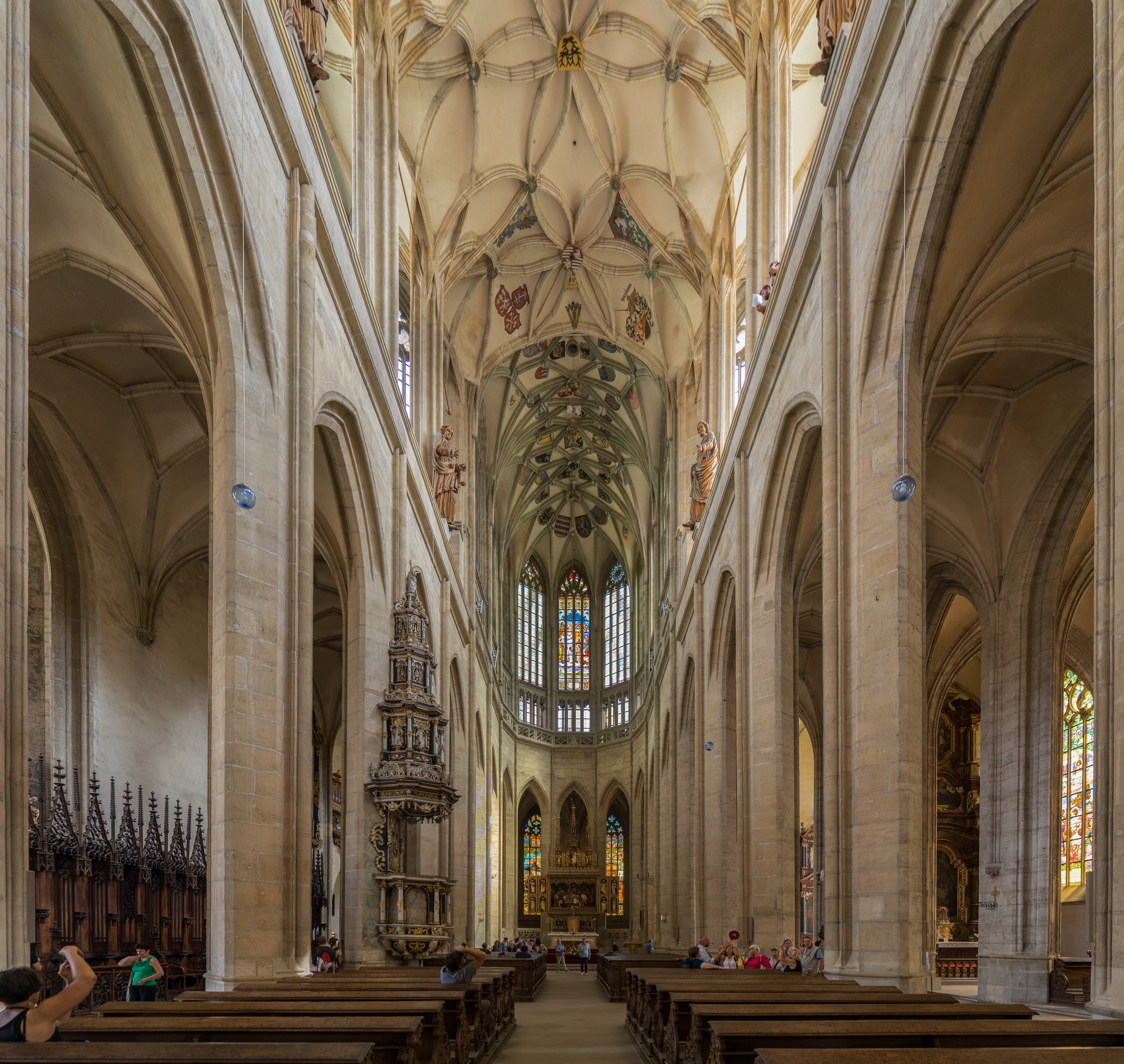
Vista de la nave de la iglesia de Santa Bárbara de Kutná Hora

La arquitectura gótica checa se refiere al período arquitectónico principalmente de la Baja Edad Media en el área de la actual República Checa (antigua Corona de Bohemia, que consistía principalmente en el Reino de Bohemia y el Margraviato de Moravia).
El estilo gótico apareció por primera vez en tierras checas en la primera mitad del siglo XIII y fue habitual allí hasta principios del siglo XVI. Las fases del desarrollo de la arquitectura gótica en las tierras checas a menudo reciben el nombre de la dinastía gobernante en Bohemia de la época correspondiente:
- Gótico temprano o premislida, por la dinastía de los Premislidas, en el siglo XIII y comienzos del XIV;
- Gótico pleno o luxemburgués, por la dinastía Luxemburgo, de los siglos XIV al XV;
- Gótico final o jagellón, por la dinastía Jagellón, de 1471 a 1526.

Los edificios más importantes están relacionados con las actividades de fundación real (de la corte), con las actividades de las principales familias aristocráticas (familias Rožmberk y Pernštejn) y con las actividades constructoras de las ciudades recién fundadas. Inicialmente, hubo importantes influencias de los edificios cistercienses y del gótico francés clásico, pero poco a poco se desarrolló un estilo particular, que incorporó la tradición del arte sajón y del Danubio. Incluso se desarrollaron tipos específicos de edificios, como las iglesias de dos naves de Bohemia meridional.
Los maestros de obras más significativos que trabajaron en las tierras checas (especialmente en Bohemia) fueron el germano Peter Parler (1330/3-1399) y Benedikt Rejt (c. 1450-1531/36).

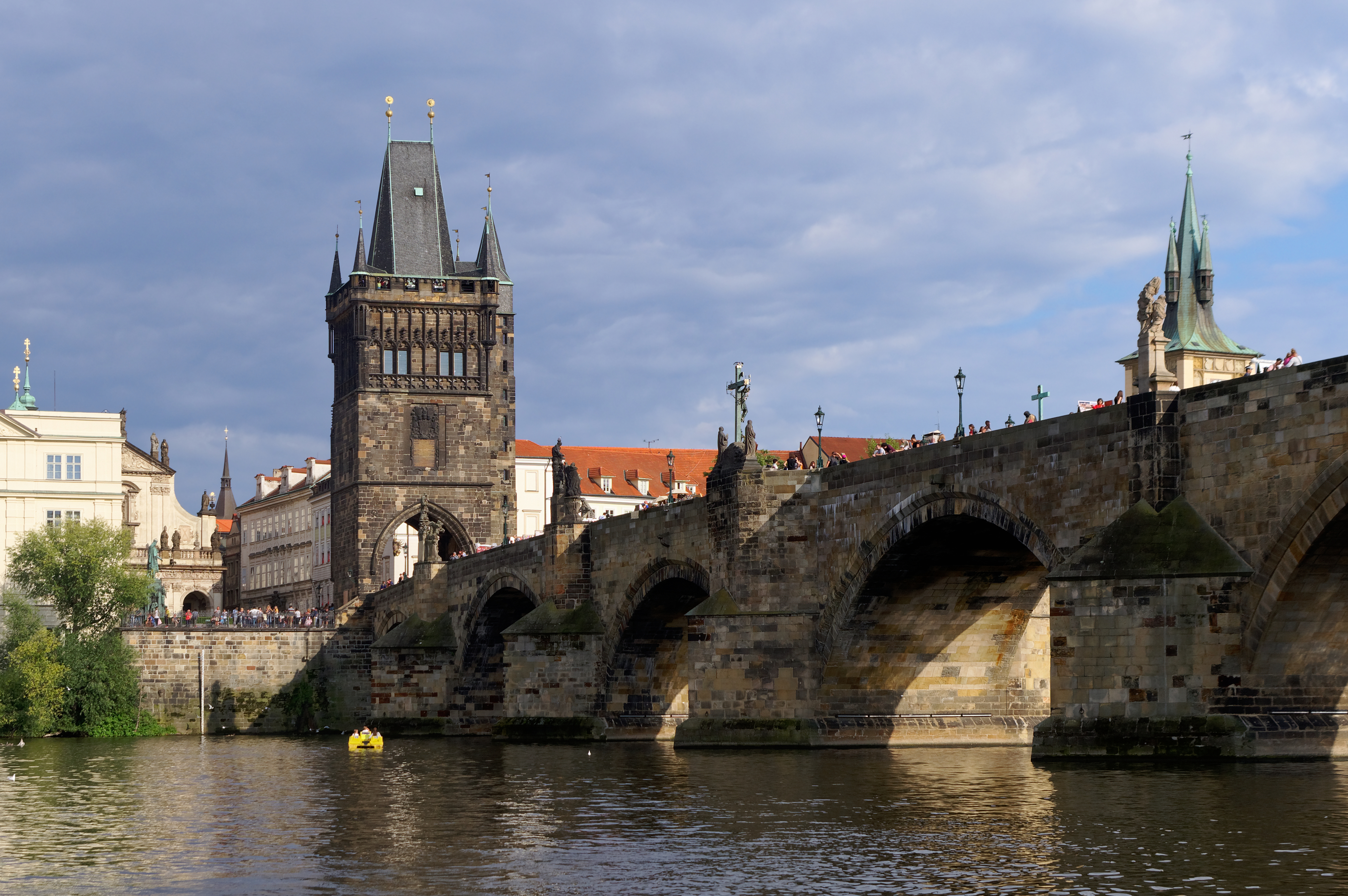
Torre del Puente de Carlos (1357-1402) en Praga, de Petr Parler, una de las mayores y más bellas puertas góticas de Europa.
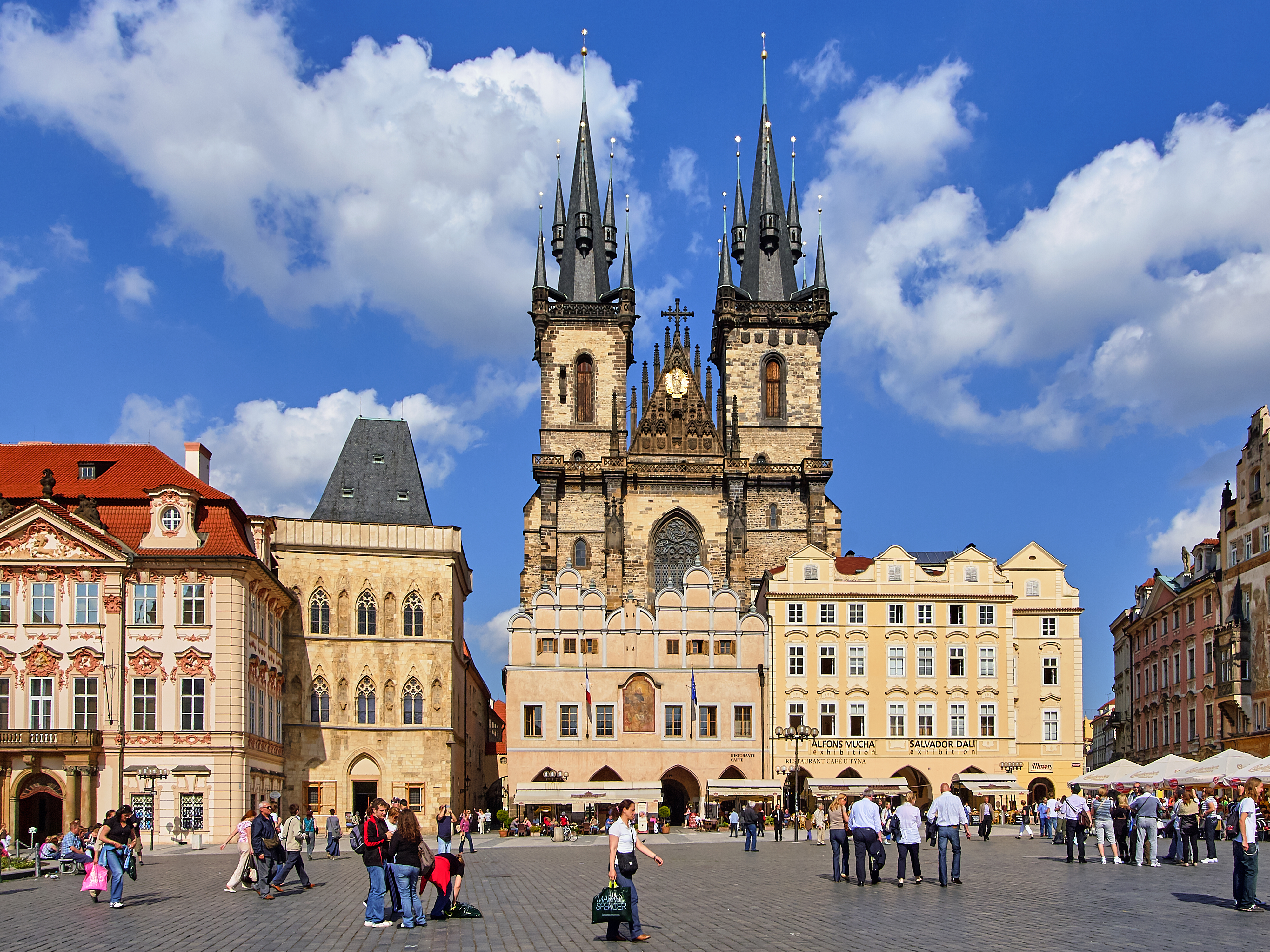
Iglesia de Nuestra Señora ante Týn (1380-1450) en la «ciudad vieja» de Praga, construida por el taller de la familia Parler
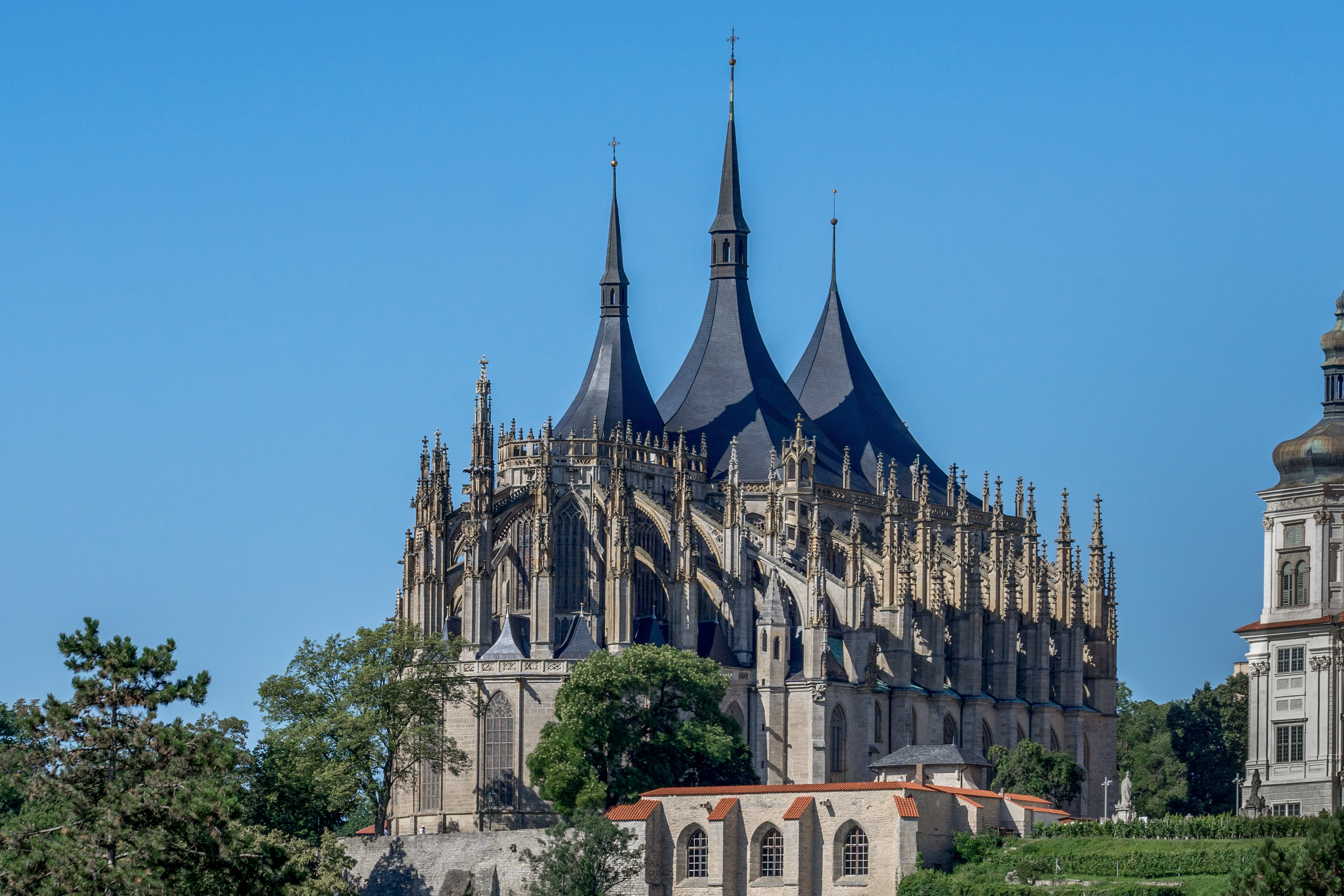
Iglesia de Santa Bárbara (Kutná Hora) (1388-1588, inacabada, rematada en 1884-1905), con su cubierta carpada típica del gótico tardío. En ella trabajaron Peter Parler y Benedikt Rejt.
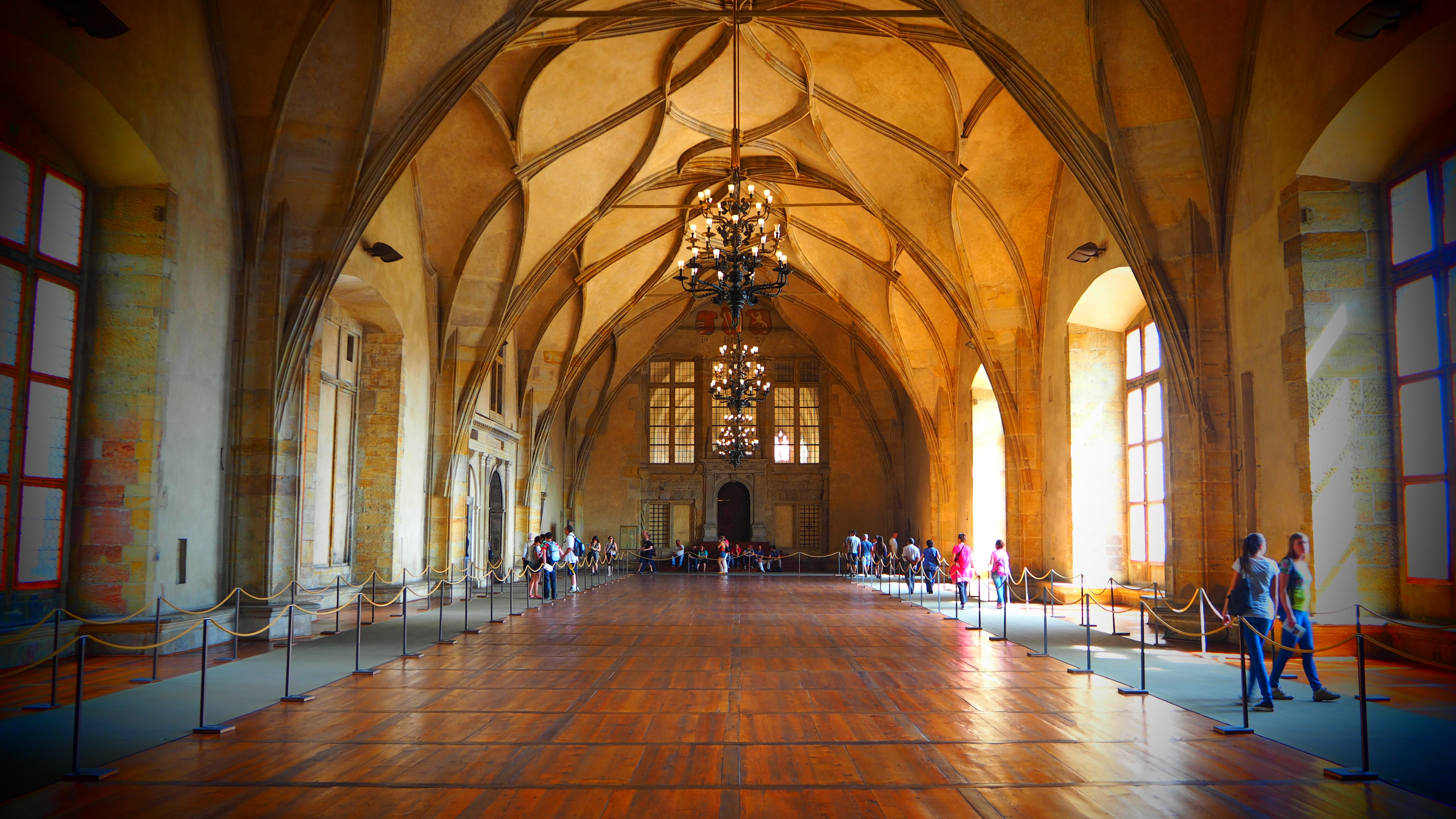
Salón de Vladislao (1493-1502) del castillo de Praga, de Benedikt Rejt (ca. 1500), en la época el mayor espacio secular abovedado  de Europa Central.

## Fase inicial

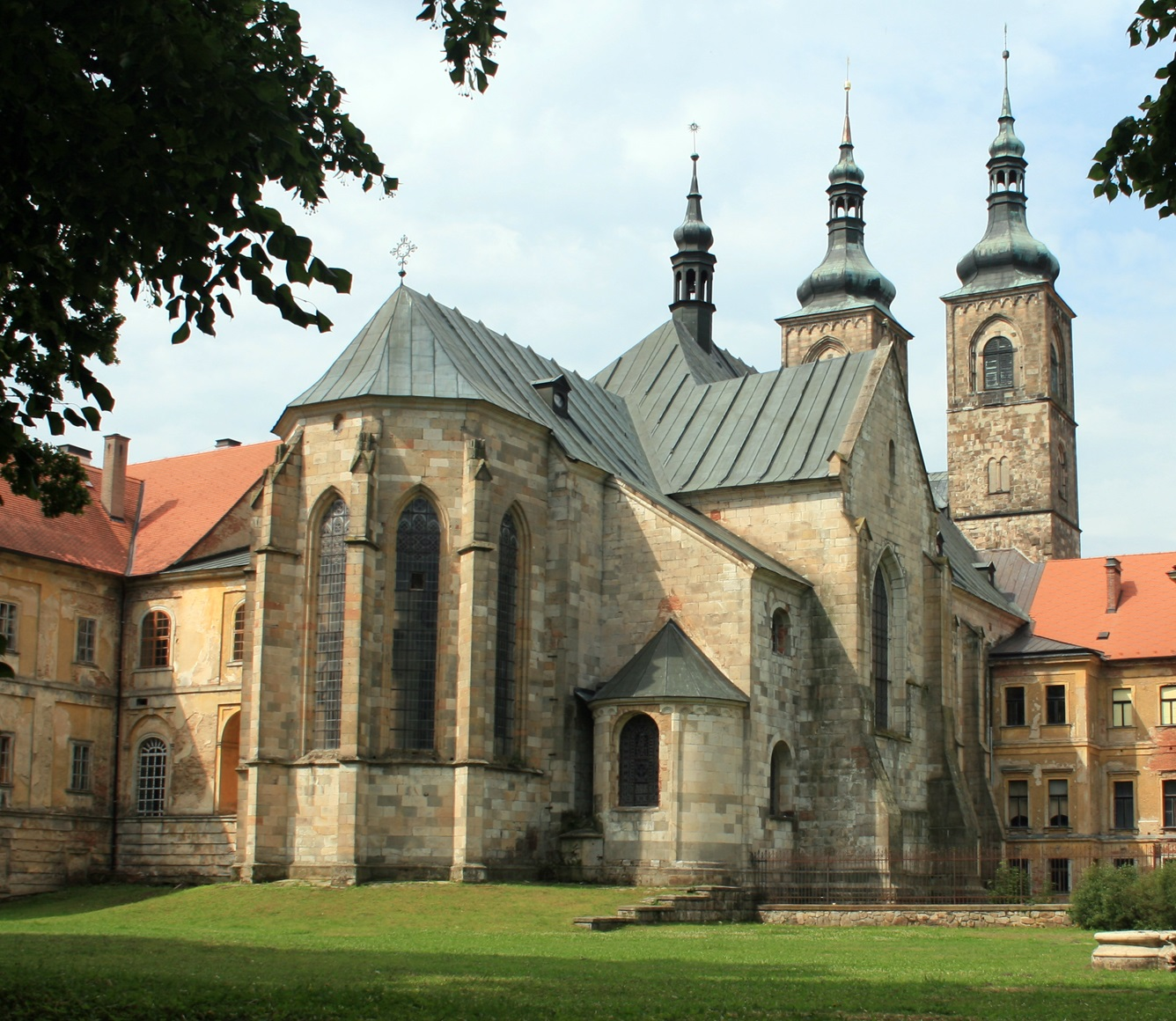
Iglesia de la abadía de Teplá, consagrada en 1232.

El estilo gótico penetró en las tierras checas en la primera mitad del siglo XIII, en la época en que el estilo románico florecía en Bohemia y el alto gótico lo hacía en Francia. En el siglo XIII, el Reino de Bohemia se convirtió en un país estable y el crecimiento de la importancia política y económica de Bohemia se vio reflejado también en el arte. Hasta ese momento, el desarrollo cultural de las tierras checas se había retrasado obviamente en comparación con Europa occidental. En el siglo XIII se fundaron numerosos monasterios, conventos, ciudades, pueblos y aldeas. Fue la época de la colonización de las zonas aún despobladas del Reino. La nobleza checa aceptó la cultura caballeresca: escuchaban los Minnesingers germanos, participaban en torneos, obtenían su escudo de armas y construían castillos de piedra. Gracias a las minas de plata recién descubiertas (p. ej. en Jihlava, Stříbro o Kutná Hora), el Reino comenzó a enriquecerse.
Las últimas iglesias puramente románicas se levantaron en la década de 1240 (p.e., en Vinec, Potvorov, Tismice o Kondrac). En la década de 1230 se levantaron los primeros edificios góticos en un estilo de transición, llevado a Bohemia y Moravia por la Orden del Císter. Sus edificios no eran muy elegantes y con frecuencia usaban motivos de hojas y bayas, especialmente en los capiteles. Los cistercienses fueron los constructores más importantes de la arquitectura de estilo gótico temprano en las tierras checas.

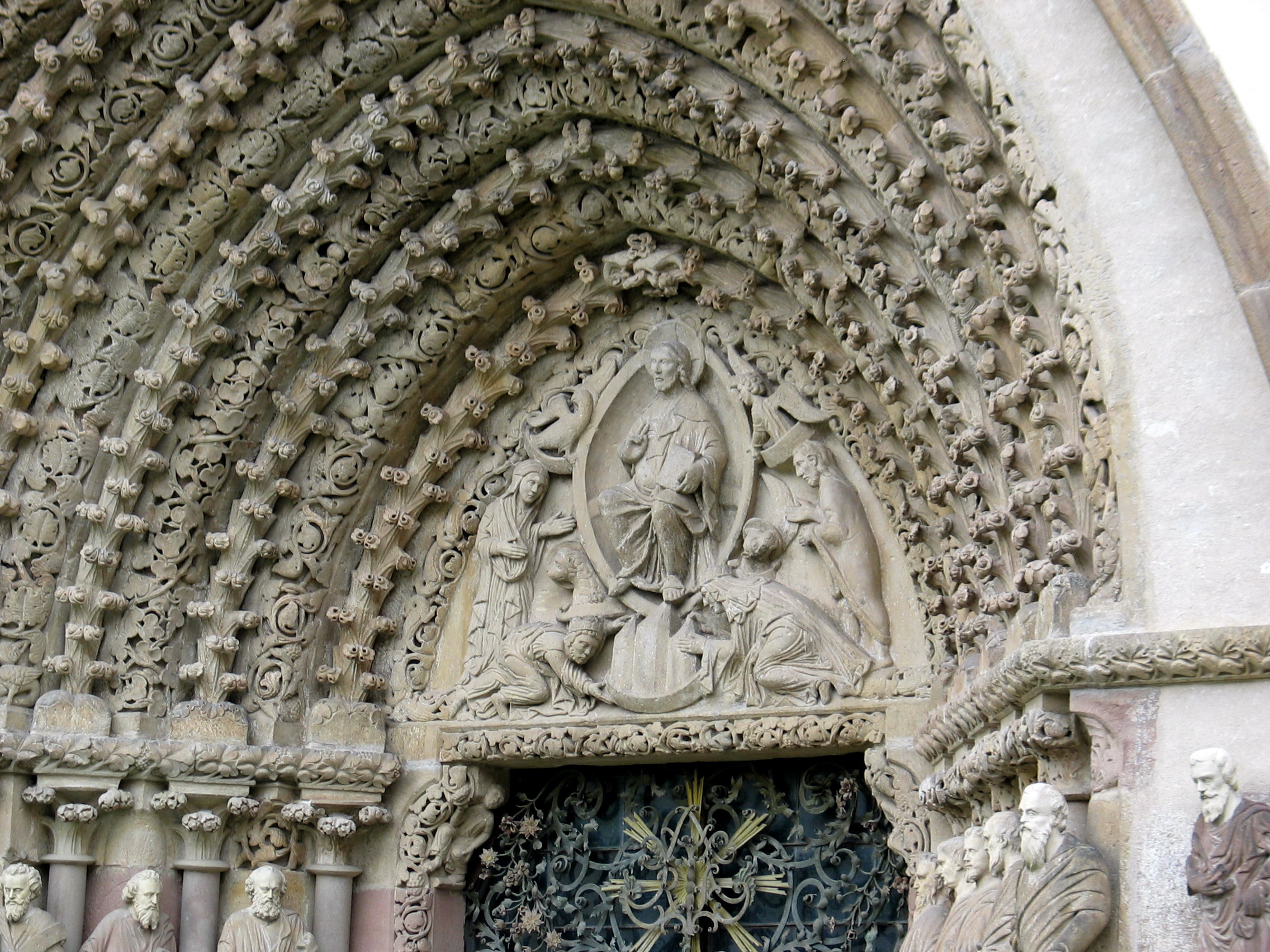
Pórtico de la iglesia del convento de Porta coeli en Tišnov, cerca de Brno, Moravia (años 1230)

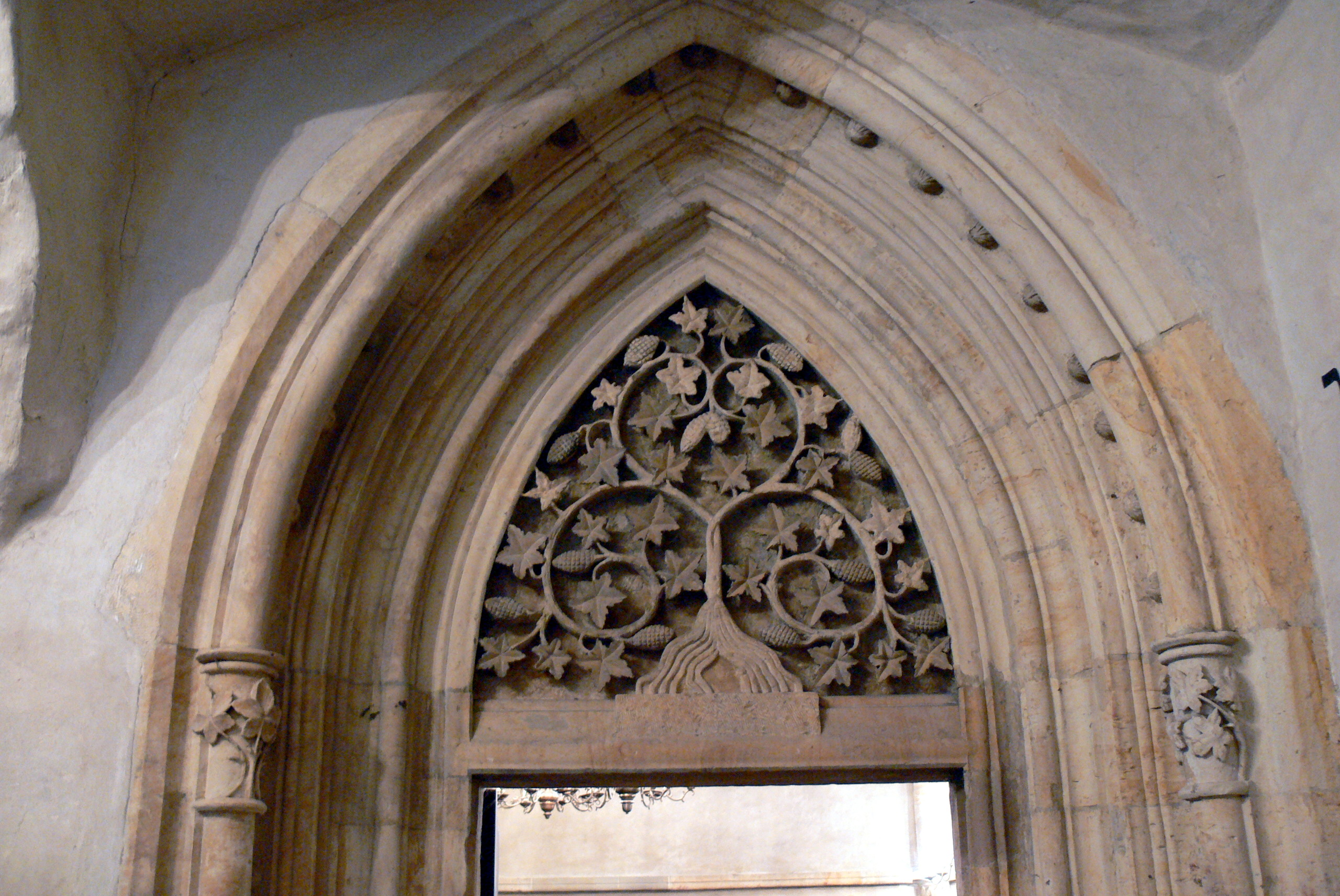
Pórtico de la Sinagoga Vieja-Nueva de Praga, con su característica decoración de hojas de parra (después de 1270)

La iglesia de la abadía de Teplá (premonstratense) se consagró en 1232 y es uno de los edificios góticos más antiguosde Bohemia. Otro edificio importante del gótico temprano es el monasterio cisterciense de Osek, del que destaca su sala capitular. El primer edificio gótico de Moravia es el monasterio de monjas cistercienses de Porta coeli en Předklášteří u Tišnova, fundado en 1233 por Constanza de Hungría, reina consorte de Bohemia, y consagrado en 1239. Tiene los rosetones más antiguos de la zona, y un pórtico similar al de las catedrales francesas que era único en la Europa Central de la época.
La basílica de San Procopio de Třebíč se considera el trabajo más extraño de la arquitectura europea del segundo tercio del siglo XIII. Esa antigua abadía benedictina es una mezcla única de estilo románico y gótico. No se construyó en un estilo de transición, sino que los constructores usaron elementos de ambos estilos en sus formas maduras, creando un edificio que podría considerarse a la vez de un Románico puro y de un Gótico puro. Ha sido incluido en el patrimonio mundial de la UNESCO.
El edificio gótico más antiguo de Praga es el convento de Santa Inés, fundado en 1231 por la princesa Inés de Bohemia (canonizada posteriormente). Fue el primer convento de clarisas fuera de Italia. La primera iglesia de este convento, bajo la advocación de san Francisco, fue completada en 1234 y es considerada la primera iglesia mendicante de bóveda al norte de los Alpes. La iglesia de Cristo el Salvador se construyó entre 1261-1265 como mausoleo real de los Premislidas, por orden el rey Otakar II de Bohemia; su estilo es de directa influencia de la arquitectura gótica francesa.
En la nueva ciudad minera de Jihlava, en la década de 1240 se edificaron tres iglesias en el nuevo estilo (la iglesia parroquial, la de los franciscanos y la de los dominicos); están entre las más antiguas del estilo gótico que se han conservado en tierras checas.
A partir de 1260 la influencia del estilo cisterciense disminuyó y la arquitectura checa pasó a ser inspirada por la alta arquitectura gótica francesa. En la Bohemia meridional se realizaban obras por encargo del rey Otakar II. En la ciudad real de Písek se edificaron el castillo real, el puente de Piedra de Písek y la iglesia parroquial. Los mismos talleres edificaron el castillo de Zvíkov con un patio central rodeado de arquerías con dos niveles, inspirado por los claustros, los elementso centrales de la arquitectura monástica. La capilla del castillo se terminó en 1270.
Otros castillos importantes fueron el castillo de Bezděz (de fundación real, con una bella capilla) y el castillo de Křivoklát (del obispo de Horšovský Týn, del que sólo queda la capilla en su estado original, habiendo sido reconstruidas otras partes). En Moravia son de la época los castillos de Špilberk, Veveří, Buchlov o Hukvaldy.
La Sinagoga Vieja-Nueva del barrio judío de Praga, con dos naves gemelas, se construyó hacia 1270 por maestros canteros del taller real, que también construyeron el convento de Santa Inés. Es la más antigua de las conservadas en Europa, y todavía tiene actividad.
El estilo de la Sinagoga Vieja-Nueva recuerda al de los monasterios cistercineses de Zlatá Koruna (fundado en 1263) y Vyšší Brod (fundado en 1259). En el monasterio de Vyšší Brod se ha conservado una destacable sala capitular de 1285, del gótico inicial. Ambos monasterios se terminaron en estilo gótico pleno.

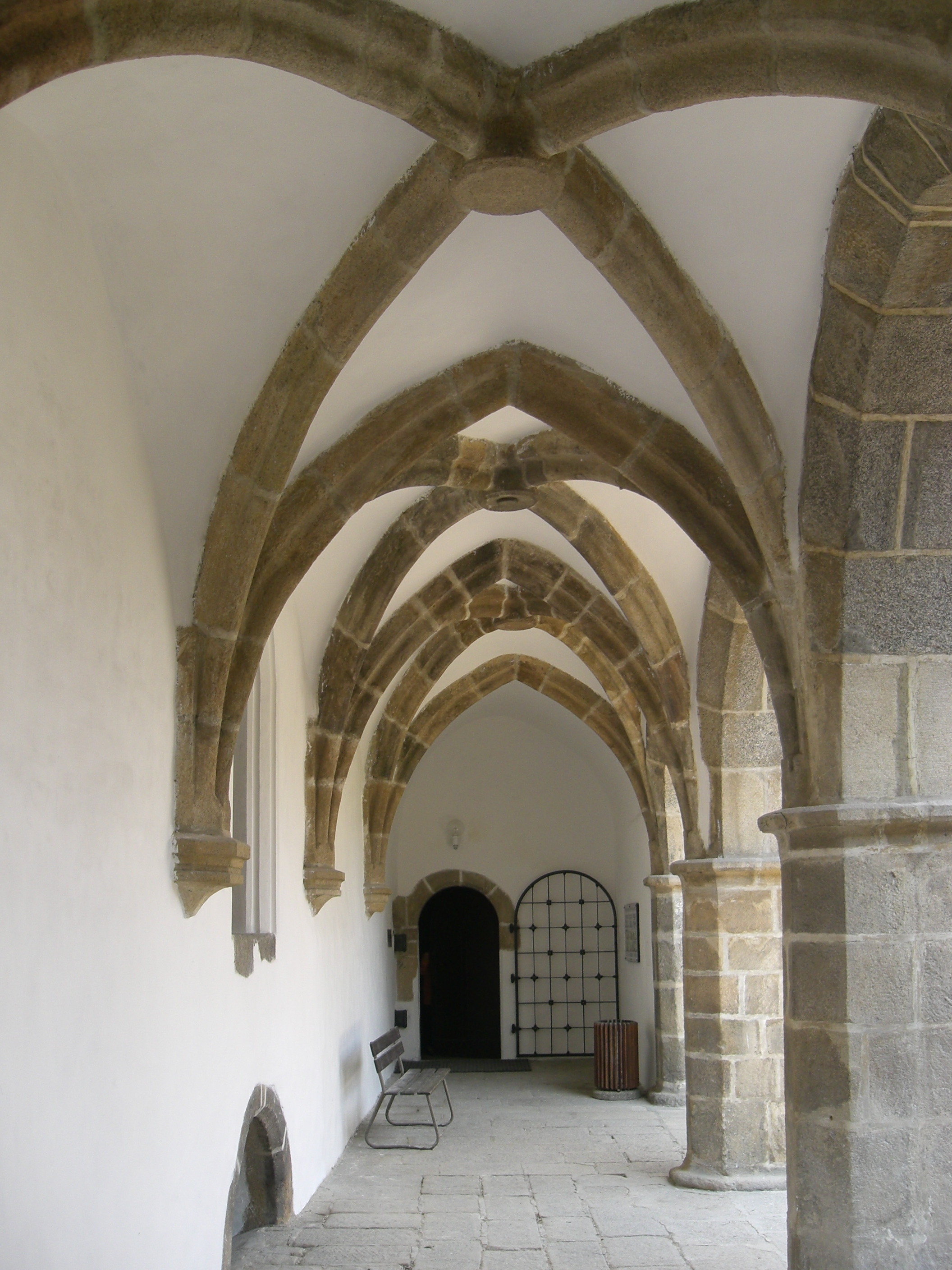
Arquerías del castillo real de Písek, segunda mitad del.

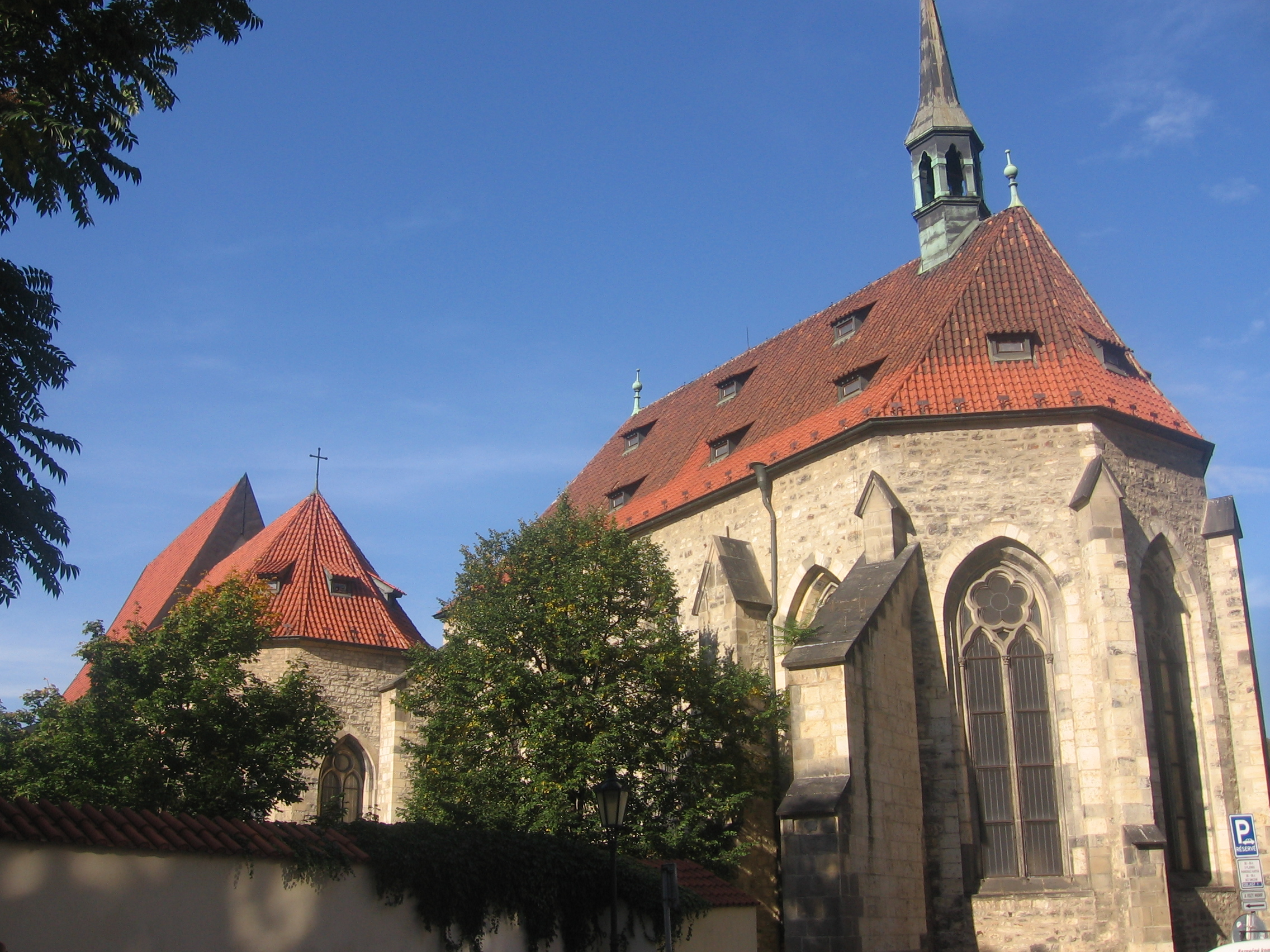
Convento de Santa Inés de Bohemia, Praga (ca. 1230s-1270s)
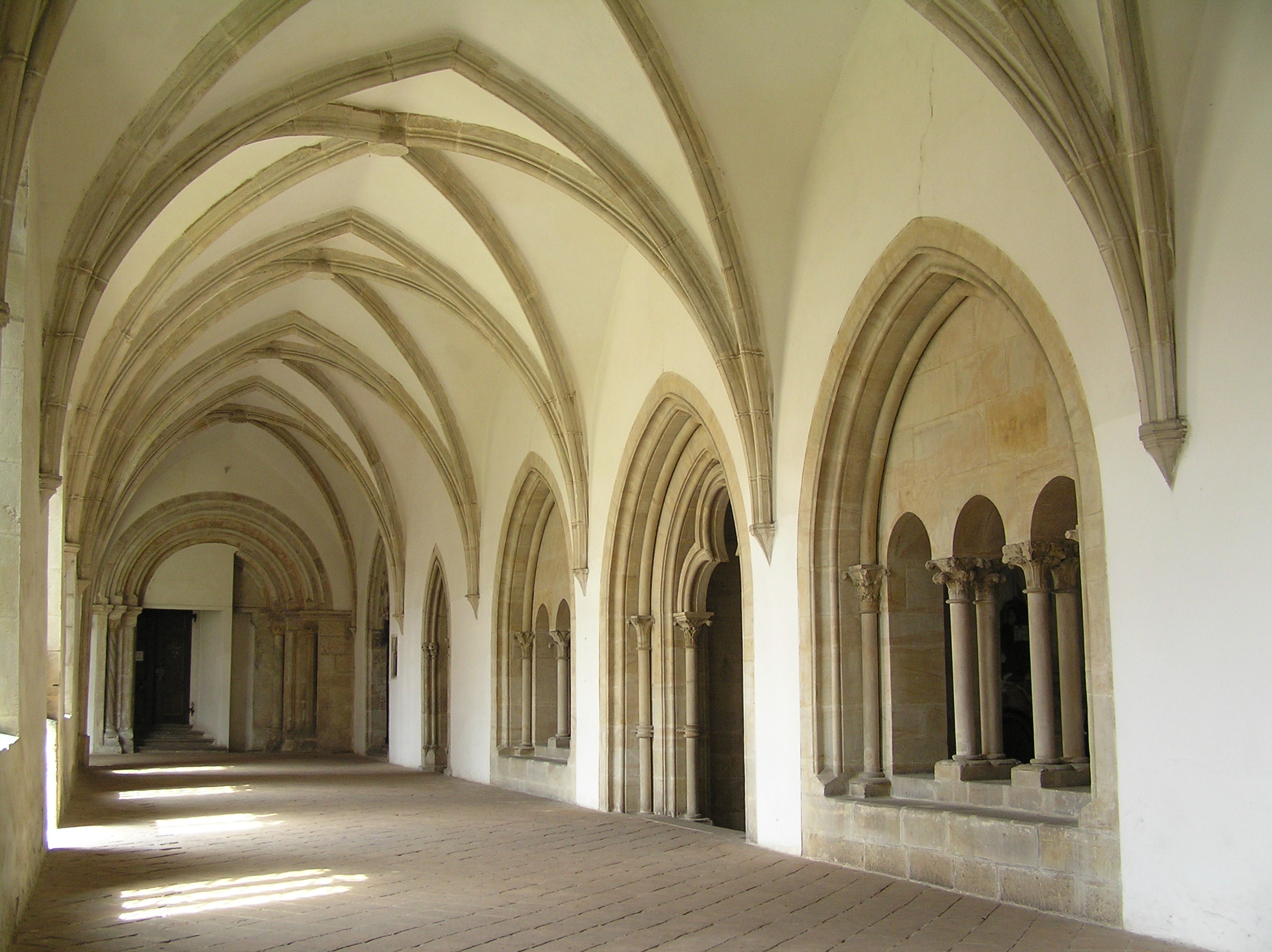
Monasterio de Osek (antes de 1240)
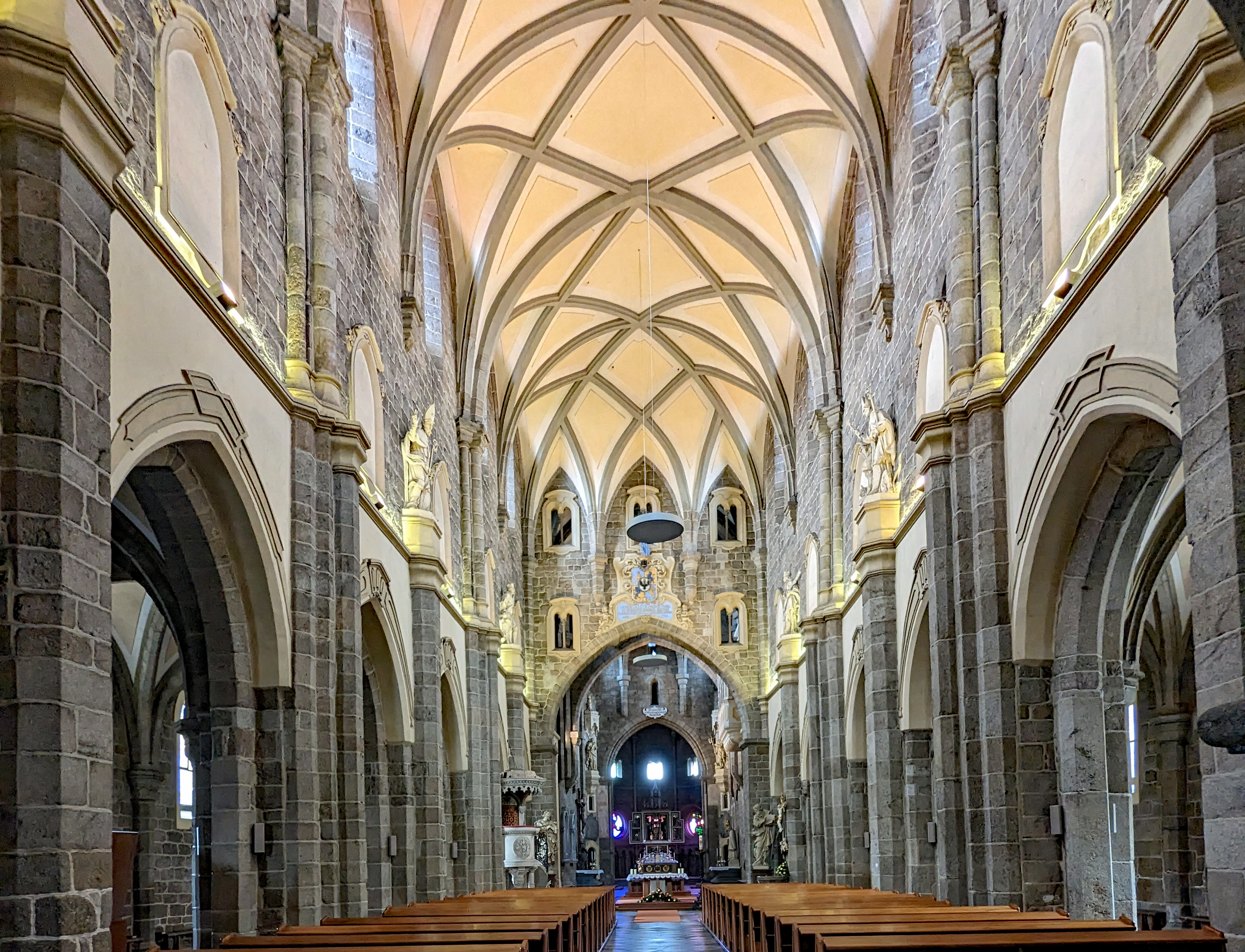
Interior de la basílica de San Procopio, Trebic (1240s-1250s)
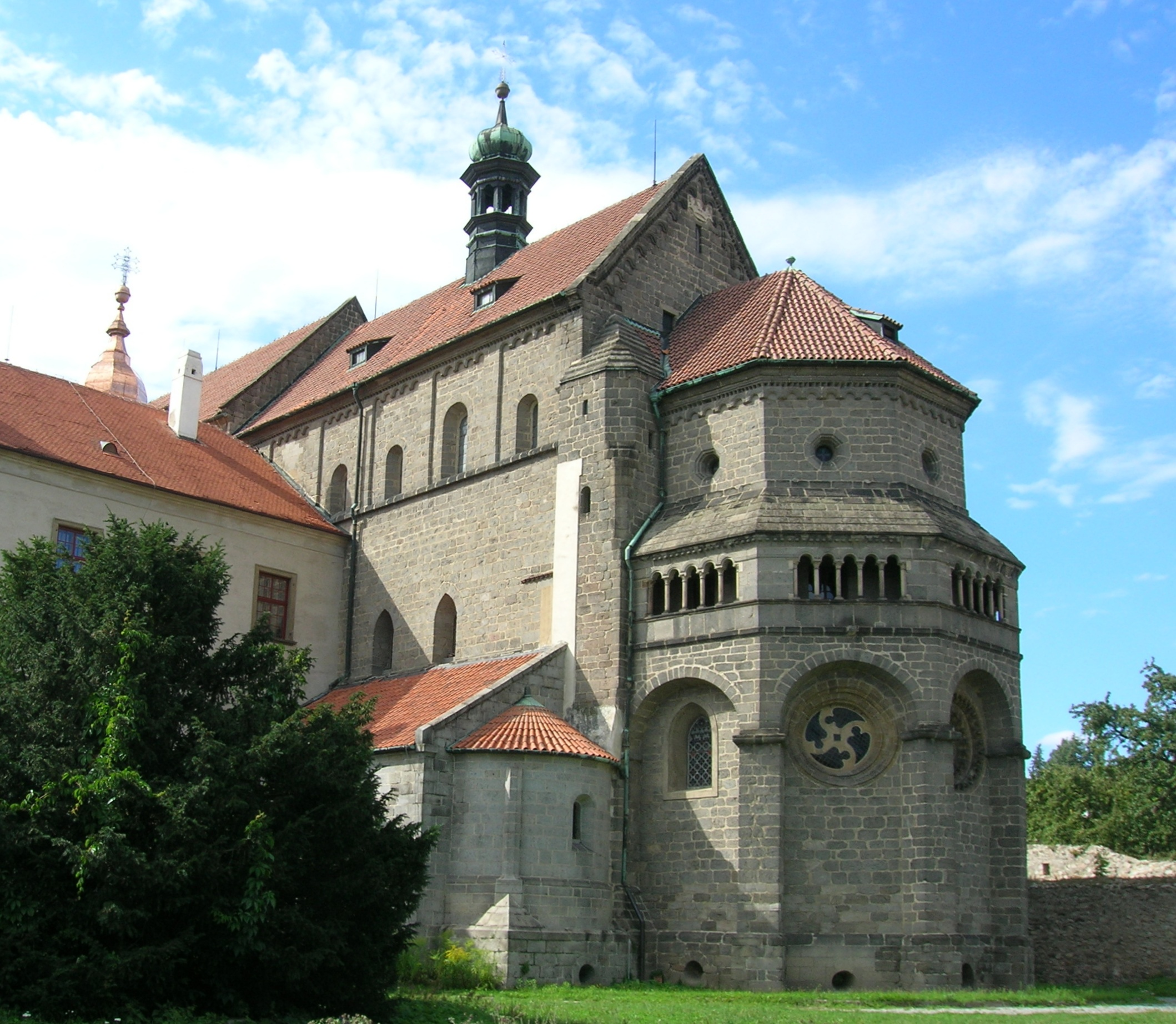
El ábside románico puro de la basílica de San Procopio
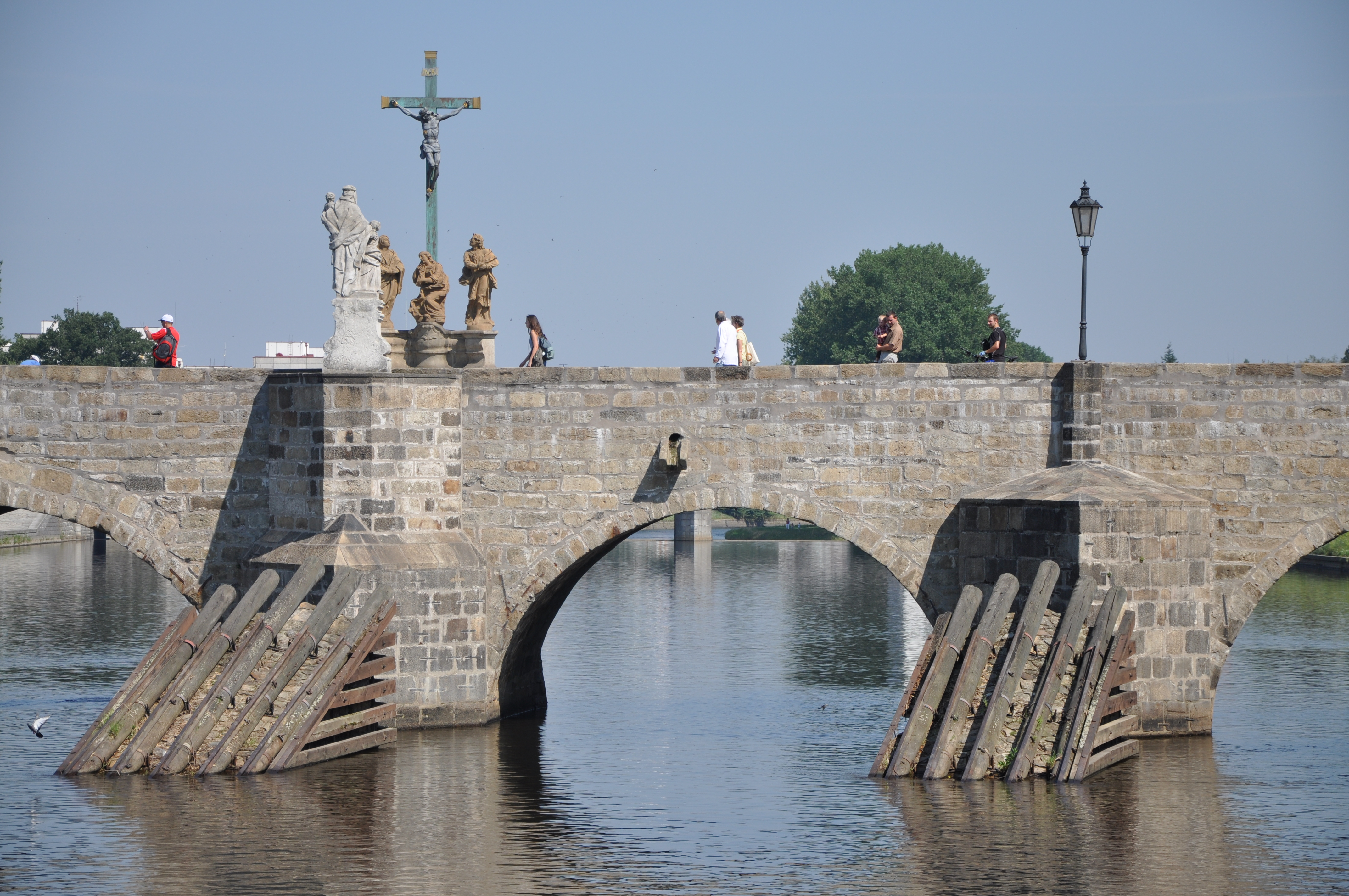
Puente de Piedra de Písek (1263-1265)
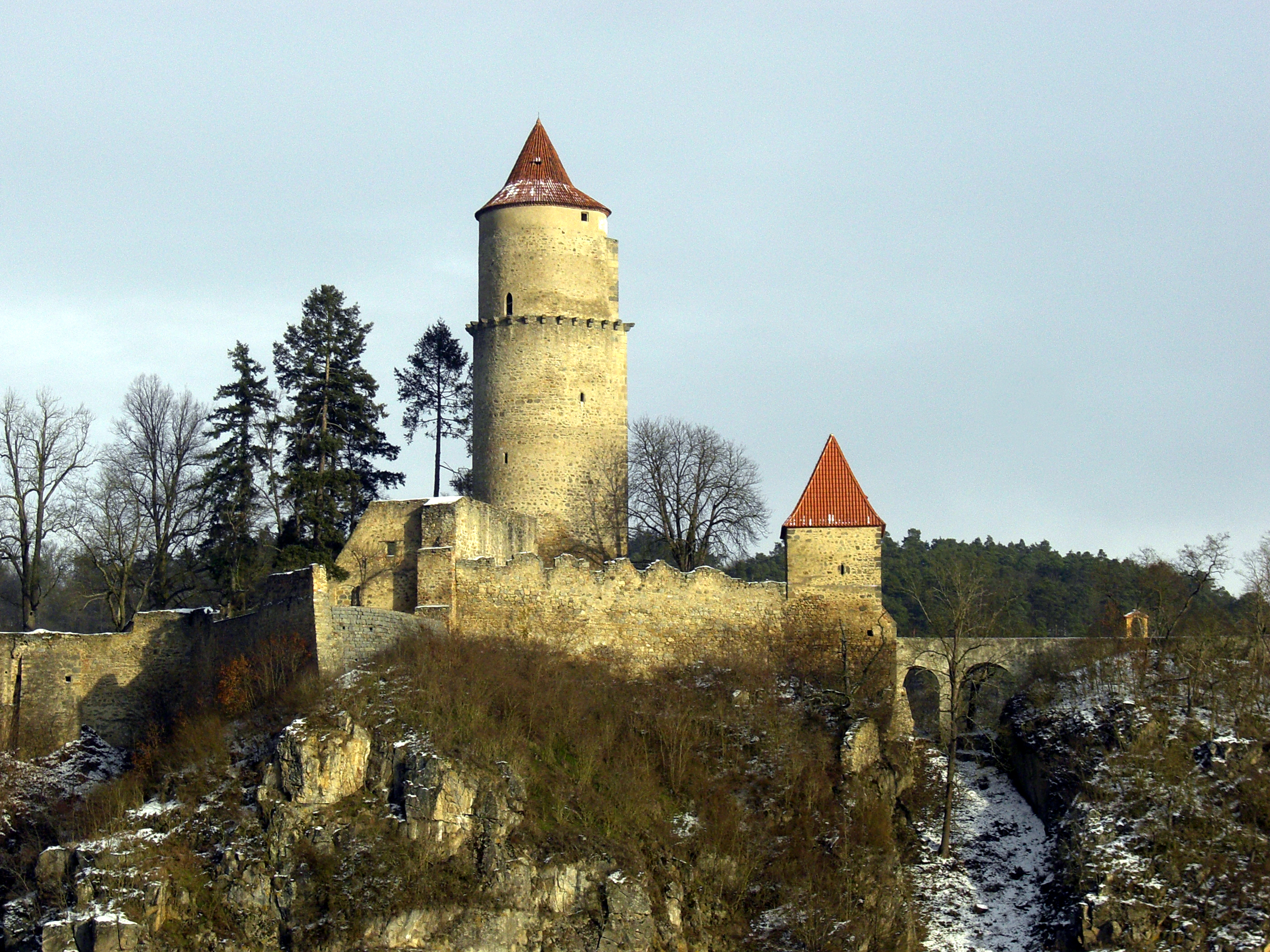
Castillo de Zvíkov,[26] Bohemia (antes de 1270)
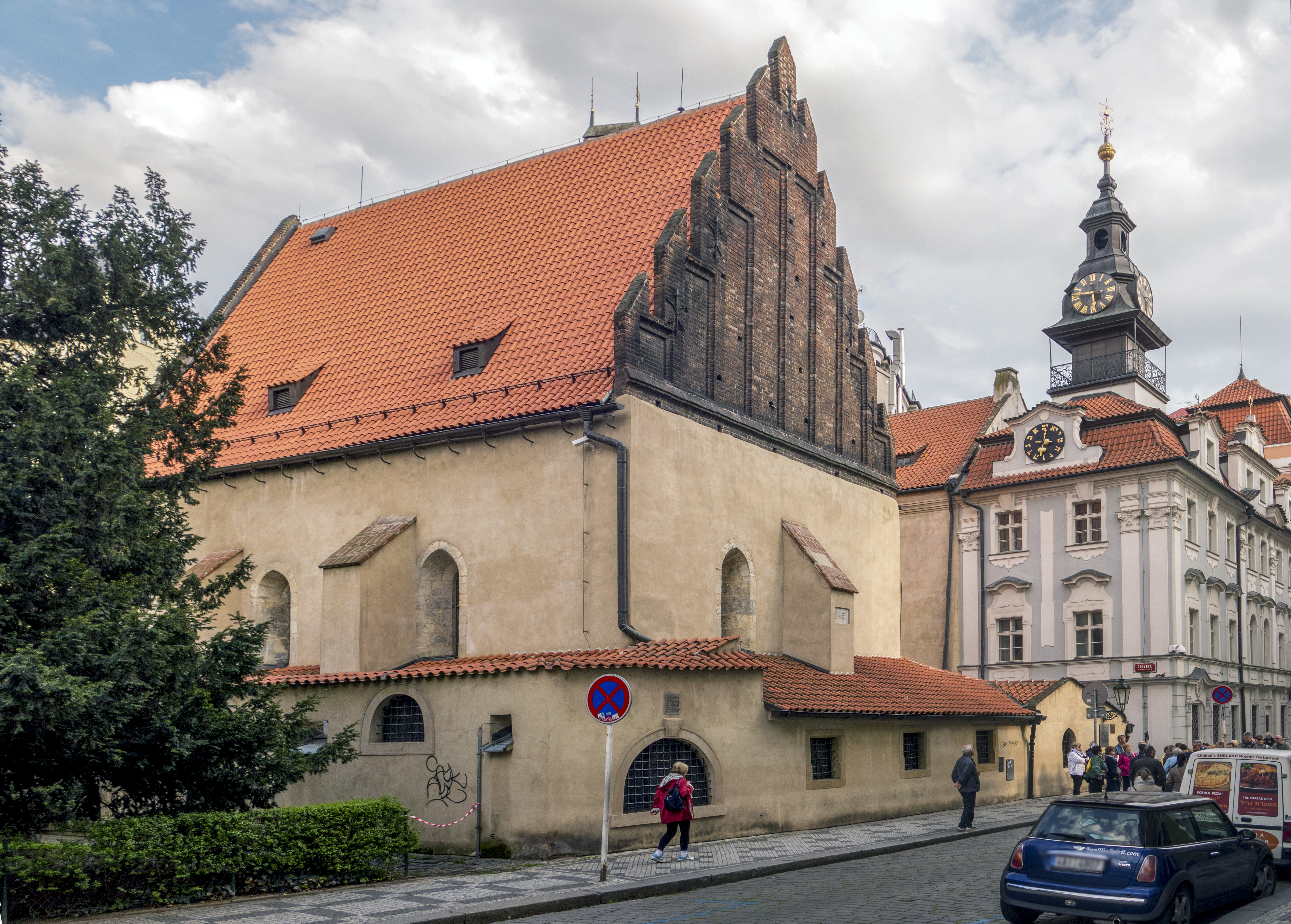
Sinagoga Vieja-Nueva de Praga (después de 1270)
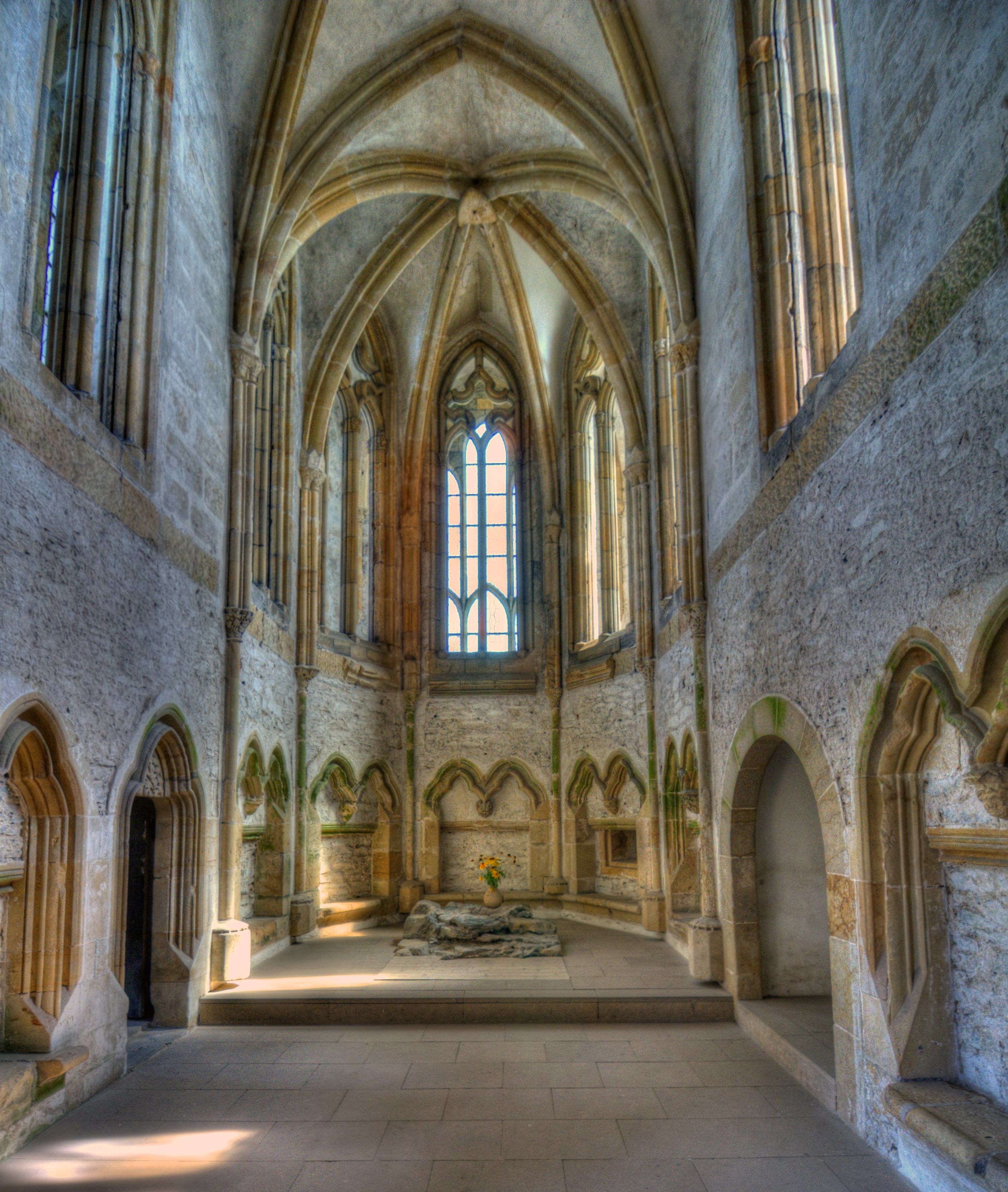
Capilla del Castillo de Bezdèz[27] (antes de 1283)
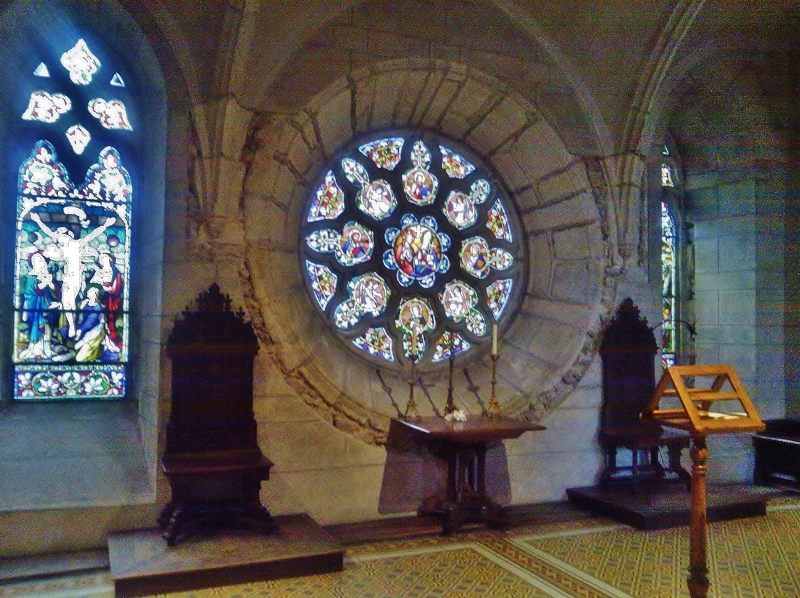
Sala capitular del monasterio de Vyšší Brod,[23] (1285)

## Fase plena

### Final del Gótico premislida

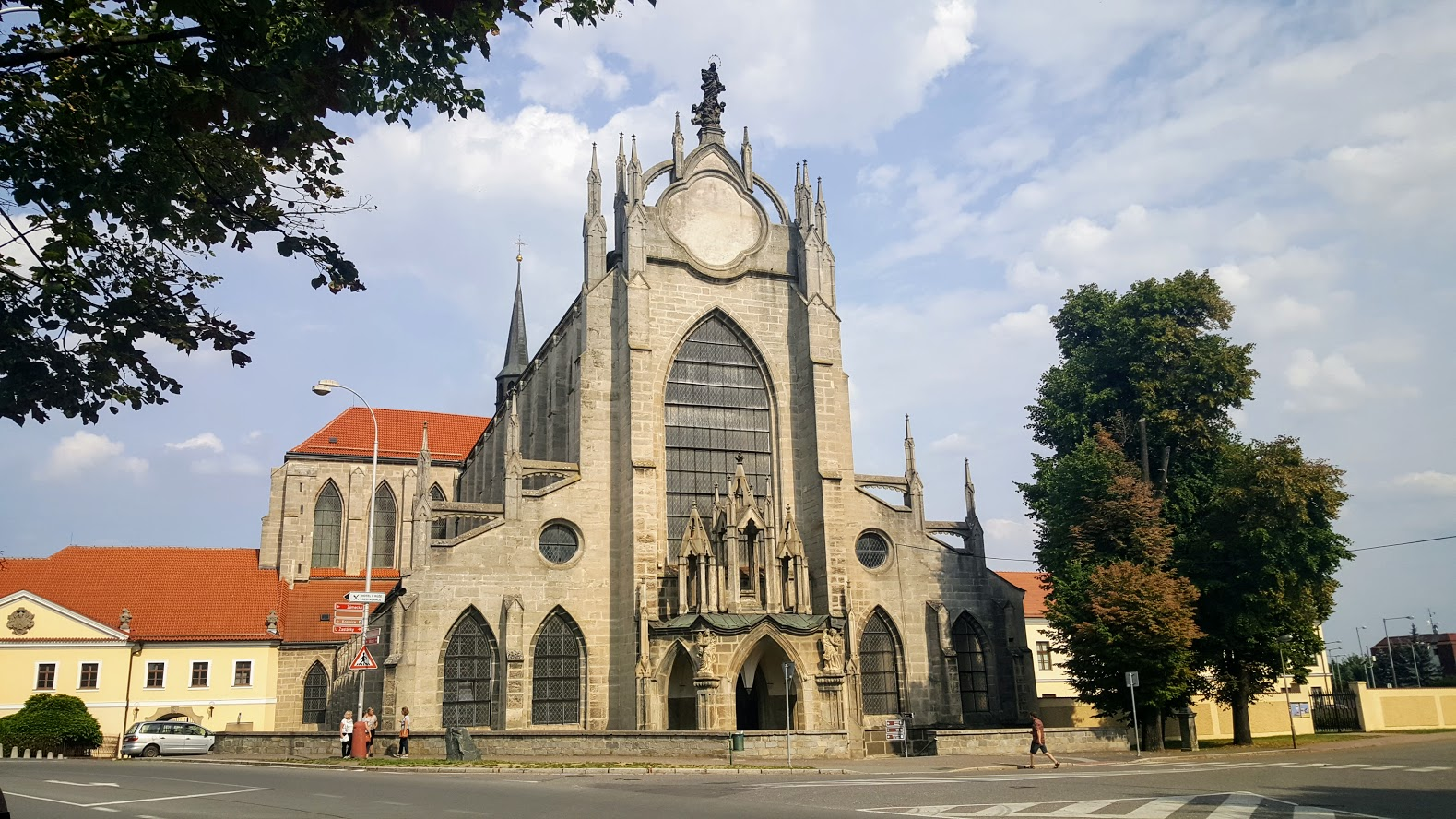
Iglesia de la Asunción de Nuestra Señora y San Juan el Bautista (Sedlec, Kutná Hora).

El periodo gótico pleno en tierras checas comenzó con el reinado de Wenceslao II (r. 1278-1313), en los años 1290. En ese momento cambió el estilo gótico en las tierras checas. Los nuevos edificios comenzaron a enfatizar la verticalidad y la luz con mucha fuerza. 
En la abadía cisterciense de Sedlec, cerca de Kutná Hora, se construyó la primera iglesia en el estilo de las catedrales góticas francesas en las tierras checas, alrededor del año 1300, la iglesia de la Asunción de Nuestra Señora y San Juan el Bautista. Fue reconstruida en el siglo XVIII en estilo barroco gótico, pero su presbiterio, nave central y transepto aun conservan su apariencia original. Se considera uno de los primeros edificios de estilo gótico alto en la República Checa. Desde 1995, está incluida en el patrimonio mundial de la UNESCO.
Una iglesia muy similar se construyó en el monasterio cisterciense de Zbraslav. En su época era la mayor de Bohemia, con 104 metros de largo. La catedral de Zbraslav fue destruida en la época de las guerras husitas.

### Gótico Luxemburgo

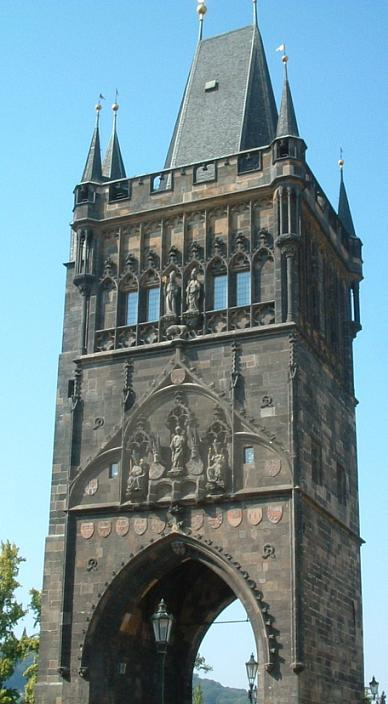
Torre del Puente de Carlos en Praga.

Juan I de Bohemia, el primer rey de la casa de los Luxemburgo, no realizó grandes fundaciones. Probablemente reconstruyó la Casa de la Campana de Piedra de la plaza Vieja de Praga después de 1310. En esa época la casa estaba decorada con grandes estatuas y pinturas y probablemente se usaba como residencia real en vez del castillo de Praga, que había quedado inhabitable tras el incendio de 1303.
El obispo de Praga Jan IV. z Dražic patrocinó la nueva arquitectura en lugar del rey, que estaba la mayor parte del tiempo fuera del reino. Convirtió su ciudad de Roudnice nad Labem en un centro artístico al que invitó a maestros del sur de Francia. Comenzó la construcción de un nuevo puente sobre el río Elba en Roudnice, para lo que hizo traer durante un año al arquitecto de puentes Guillermo de Aviñón, durante el que instruyó a los canteros locales, que lo terminaron por sí mismos. El obispo también fundó un nuevo monasterio con su iglesia en Roudnice, nuevos castillos en Litovice y en Dražice, una  nueva iglesia monumental con la advocación de San Gil en la «ciudad vieja» de Praga y reconstruyó la residencia episcopal en la Malá Strana ('ciudad pequeña') de Praga]] (fue destruida durante las guerras husitas).

#### Reinados de Carlos IV y Wenceslao IV

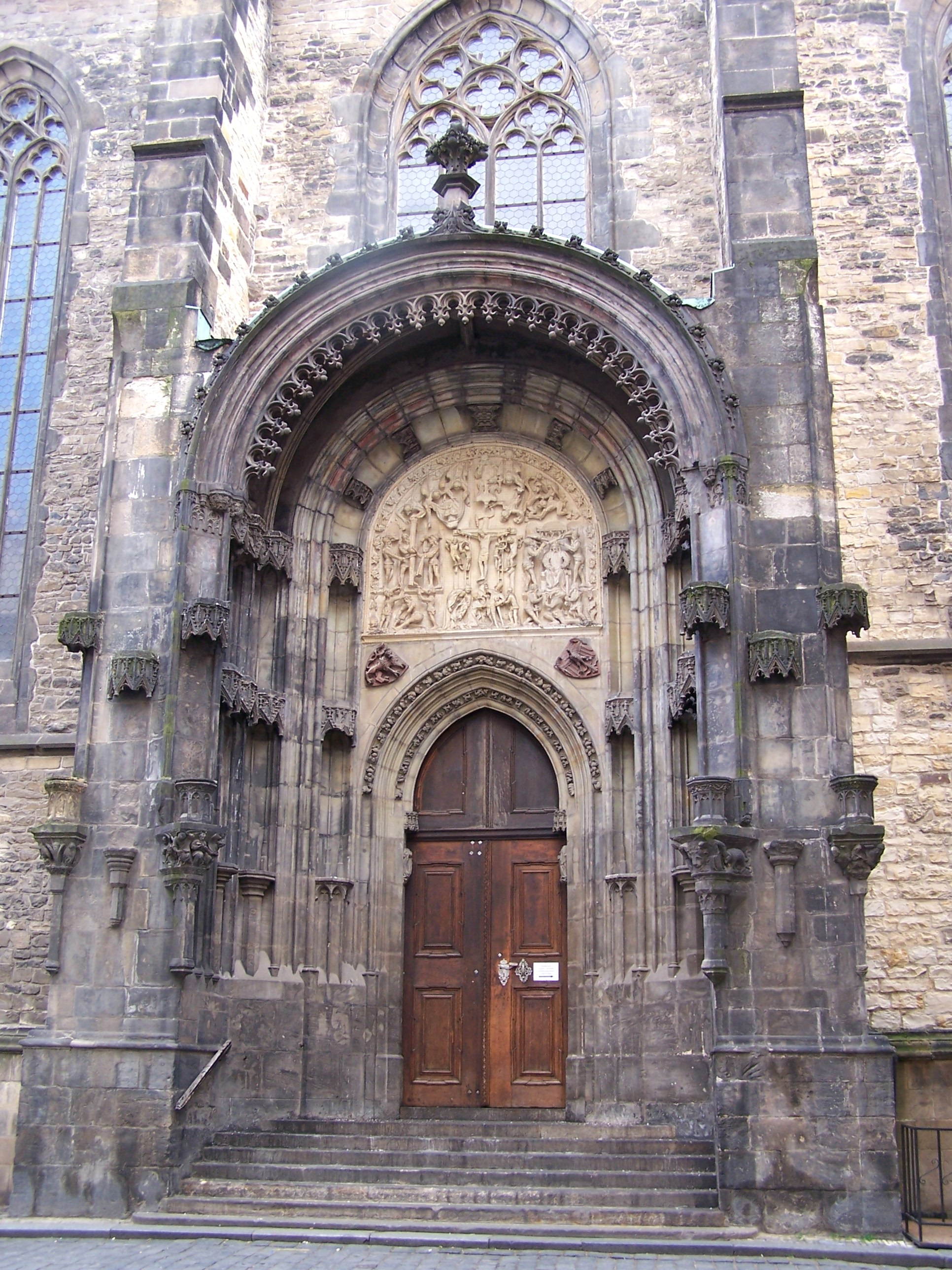
Pórtico norte de la iglesia de Nuestra Señora ante Týn en la «ciudad vieja» de Praga, construida por el taller de la familia Parler.

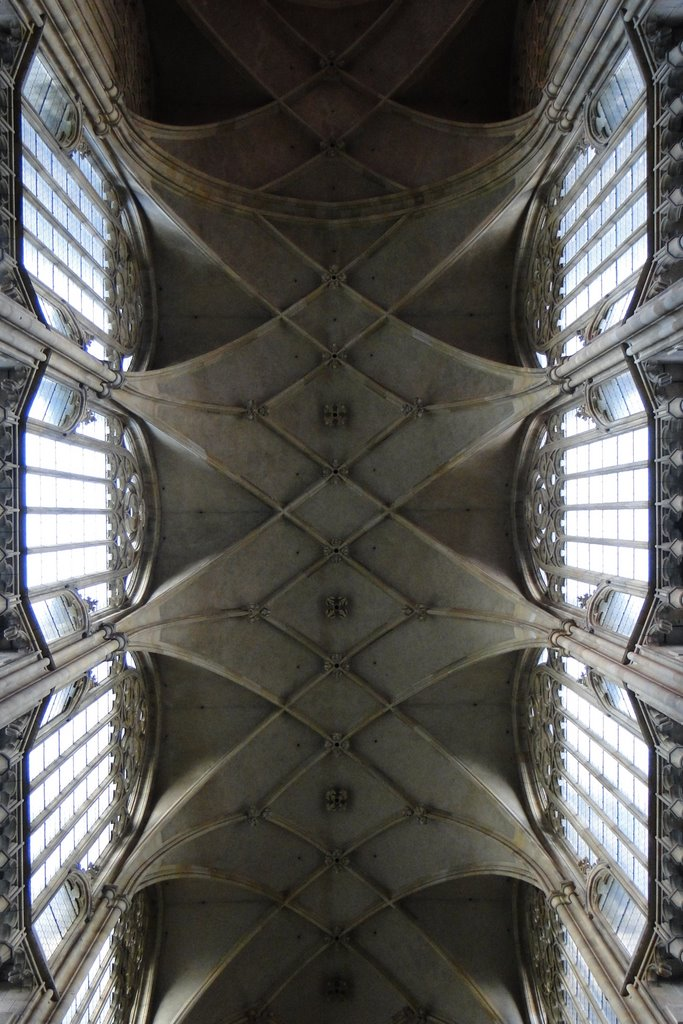
Bóvedas de San Vito de Praga.

La madurez del arte del Gótico pleno llegó a las tierras checas con el hijo de Juan, el emperador Carlos IV (r. 1346-1378). Llegó a Bohemia como joven príncipe en 1333 desde Francia, donde se había criado en la corte real. Luego se convirtió en el primer rey de Bohemia en ser emperador del Sacro Imperio Romano Germánico y, por lo tanto, Praga se convirtió en la residencia imperial. Su reinado, y el de su hijo Wenceslao IV (r. 1363-1419), fue uno de los pocos periodos de la historia en que el arte local tuvo repercusión en toda Europa.
Carlos IV fue un importante mecenas de las artes. Impulsó muchas fundaciones, destacando el edificio gótico más importante de la República Checa, la catedral de San Vito (Praga) (que realizó conjuntamente con su padre, el rey Juan y el arzobispo Arnost de Pardubice en 1344). El primer maestro de las obras fue el francés Matías de Arrás, que la diseñó en estilo francés. Tras su muerte, el alemán Peter Parler (que vino de Alemania) se convirtió en el arquitecto de la catedral y alteró la planta, realizando en la nave principal una de las primeras bóvedas de tracería de Europa continental, que fue imitada en muchas otras por Europa Central (Milevsko, Český Krumlov o Nysa). Entre los espacios más destacados de la catedral está la capilla de san Wenceslao, que recuerda a la capilla de la Santa Cruz del castillo de Karlštejn (Bohemia central). La construcción de la catedral fue interrumpida durante las guerras husitas y no se completó hasta comienzos del siglo XX. Carlos IV también ordenó reconstruir el Viejo Palacio real del castillo de Praga, que continuó su hijo Wenceslao IV tras la muerte de Carlos.
Otra importante obra del gótico pleno en Praga es el puente de Carlos con su torre de la ciudad vieja, de Petr Parler, que es una de las mayores y más bellas puertas góticas de Europa.

Petr Parler también diseñó el nuevo presbiterio de la iglesia de San Bartolomé en Kolín, que inspiró a muchas arquitectos del gótico tardío en Europa Central.
El castillo más importante del gótico pleno en la región es el castillo de Karlštejn (construido entre 1348-1357 y decorado hasta 1367), con su espectacular capilla de la Santa Cruz, diseñada para asemejarse a una Jerusalén celestial y albergar las mejores reliquias sagradas del reino de Bohemia y del Sacro Imperio (incluyendo la Corona Imperial). Sus muros se decoraron con piedras preciosas y 130 pinturas de santos del Maestro Theodoric y su techo representa un cielo estrellado con la luna y el sol.
Durante el reinado de Wenceslao IV el estilo gótico incorporó las formas del llamado gótico internacional, caracterizado por la elegancia en vez de por la monumentalidad (por ello también se conoce como el «bello estilo»). Son típicas del gótico internacional, especialmente en Centroeuropa, las iglesias de salón, generalmente con esbeltas columnas sosteniendo la bóveda. Son ejemplos en el sur de Bohemia, las iglesias de San Gil en Třeboň y de San Vito en Soběslav. El rey ordenó reconstuir la llamada "corte italiana" de Kutná Hora y el castillo de Točník. Otra importante iglesia fue la de San Vito en Český Krumlov, después de 1407.

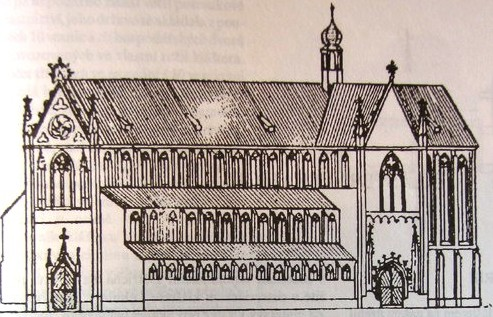
Representación de época barroca de la destruida catedral del monasterio de Zbraslav (c. 1300)
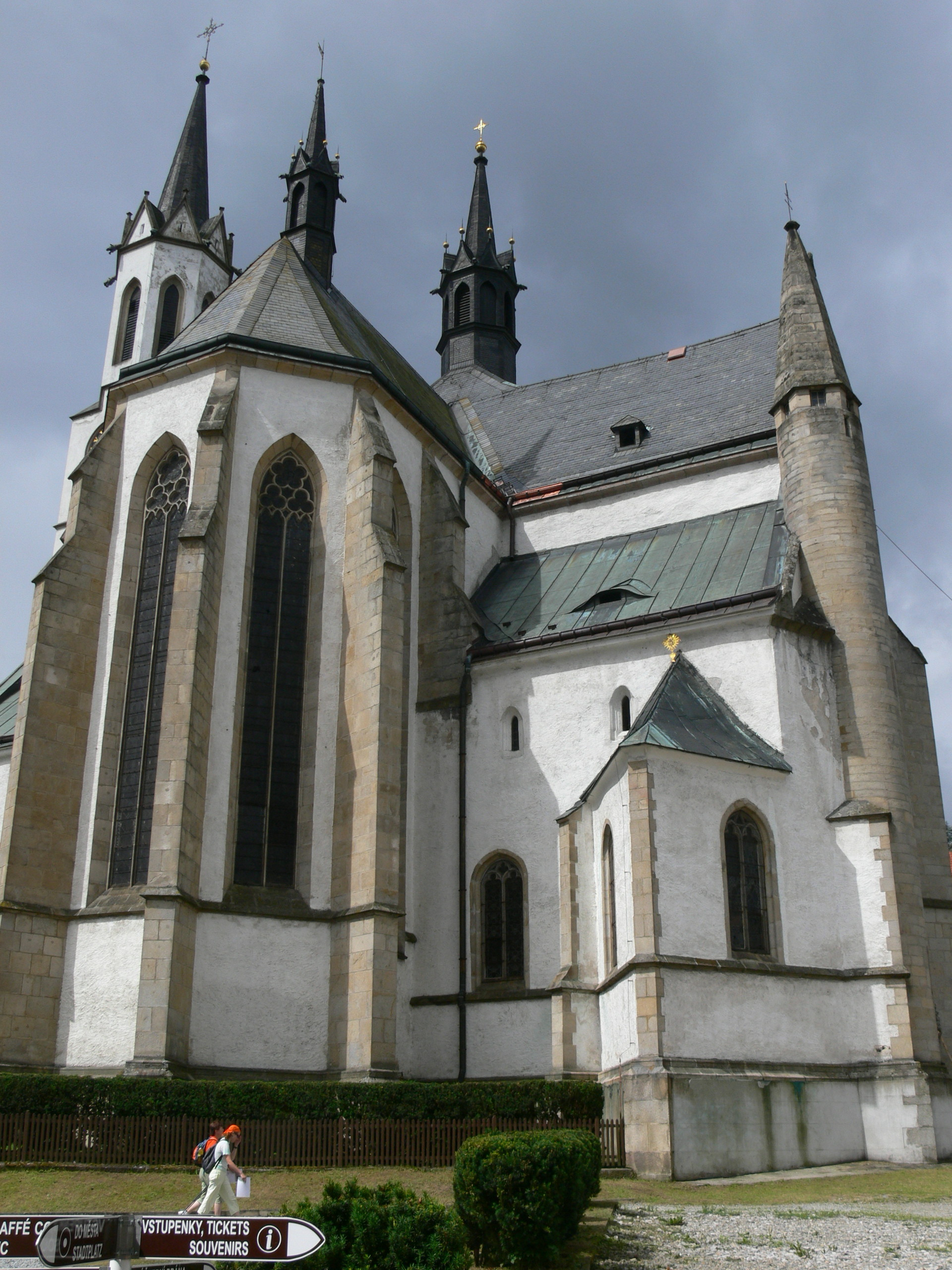
Iglesia del monasterio de Vyšší Brod,[42] (c. 1300)
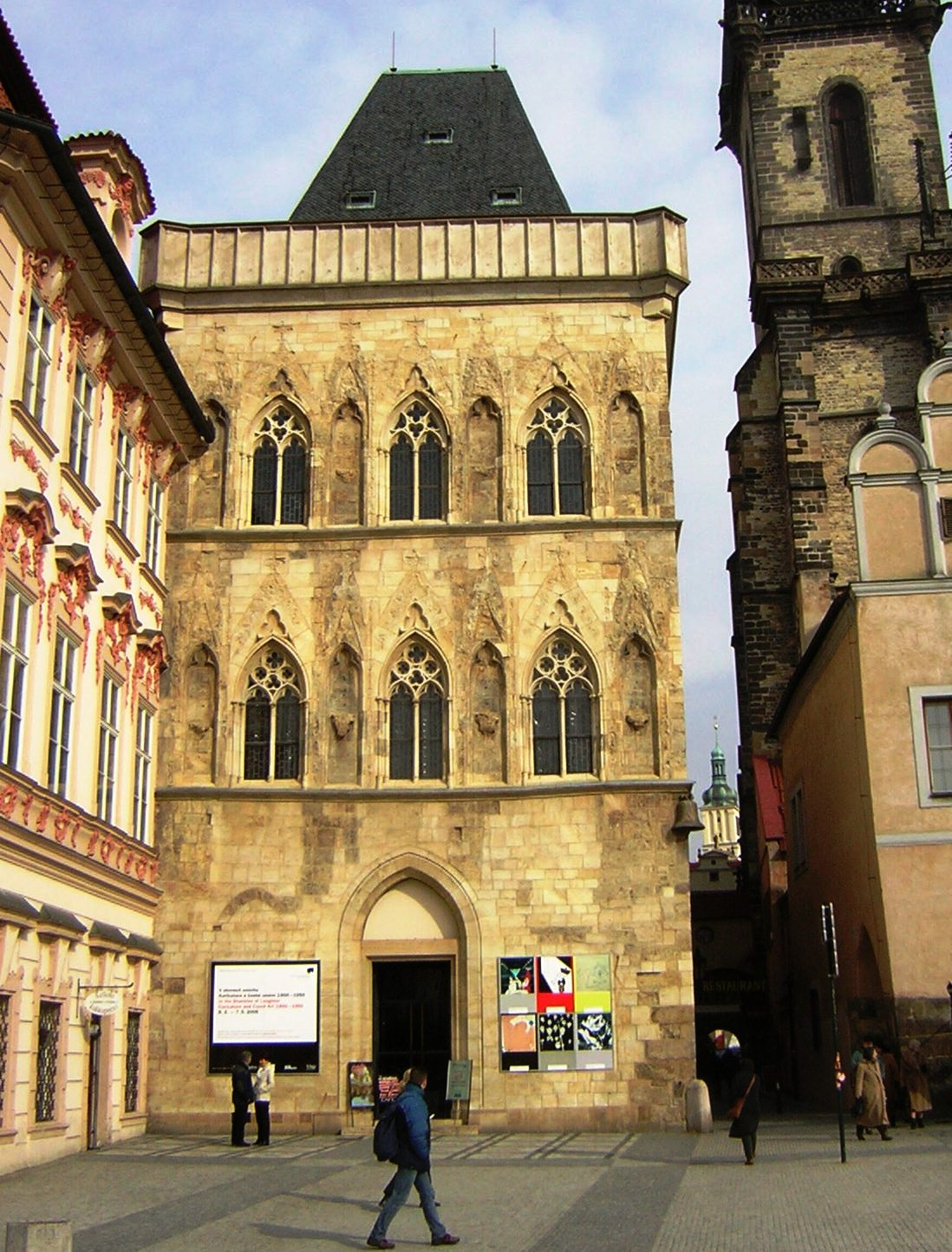
Casa de la Campana de Piedra en la «ciudad vieja» de Praga (después de 1310)
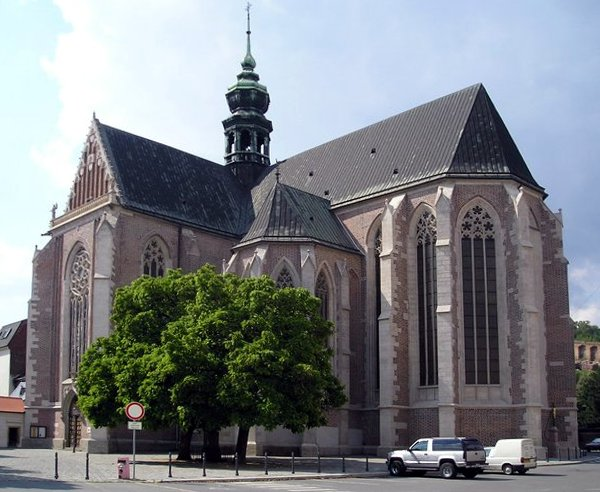
Iglesia de la Asunción (Brno) (después de 1323)
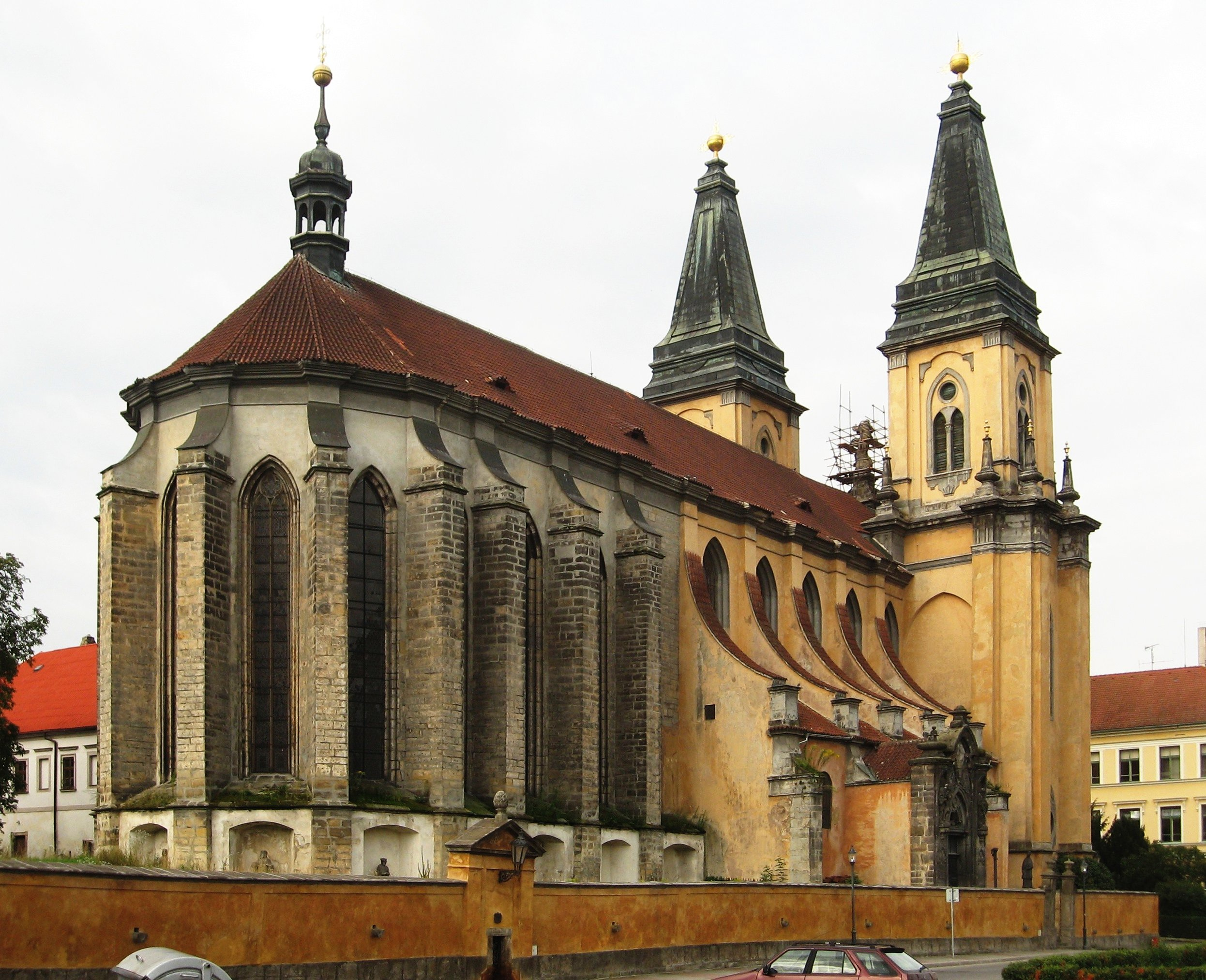
Iglesia de Roudnice nad Labem, fundada por el obispo de Praga Jan IV. z Dražic en 1333.
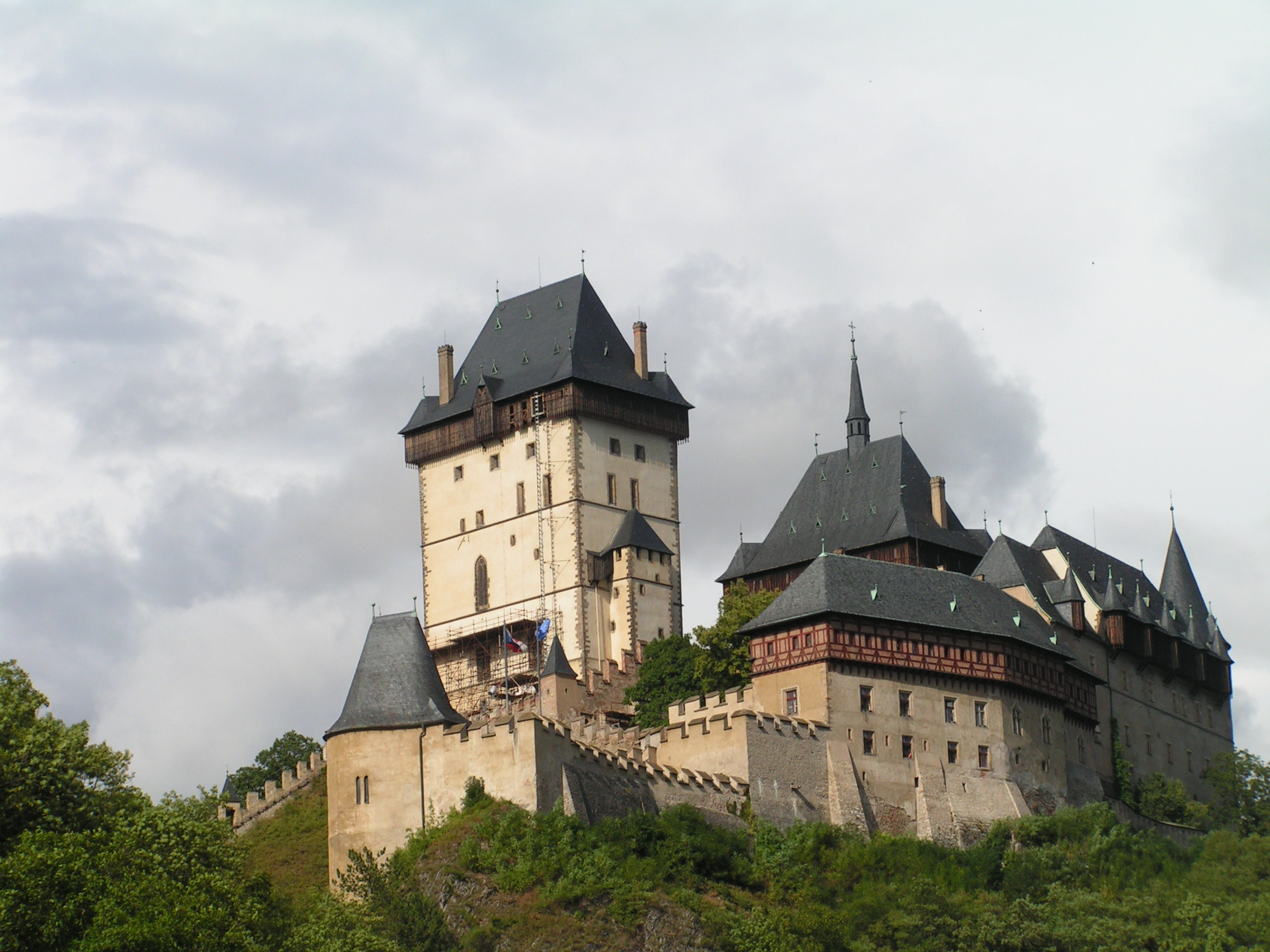
Castillo de Karlstejn (1348-7)
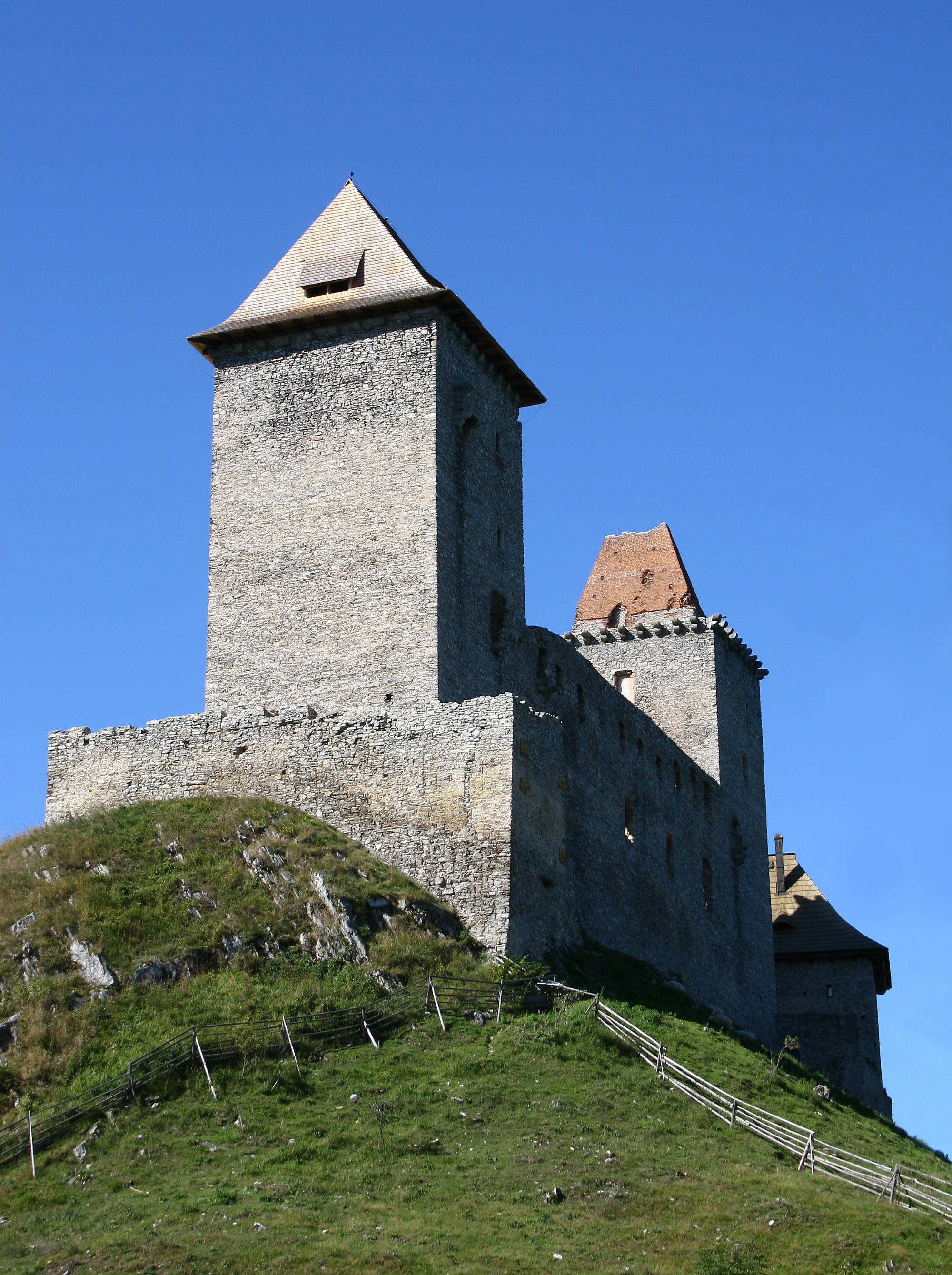
Castillo de Kašperk,[43] Bohemia suroccidental (después de 1356)
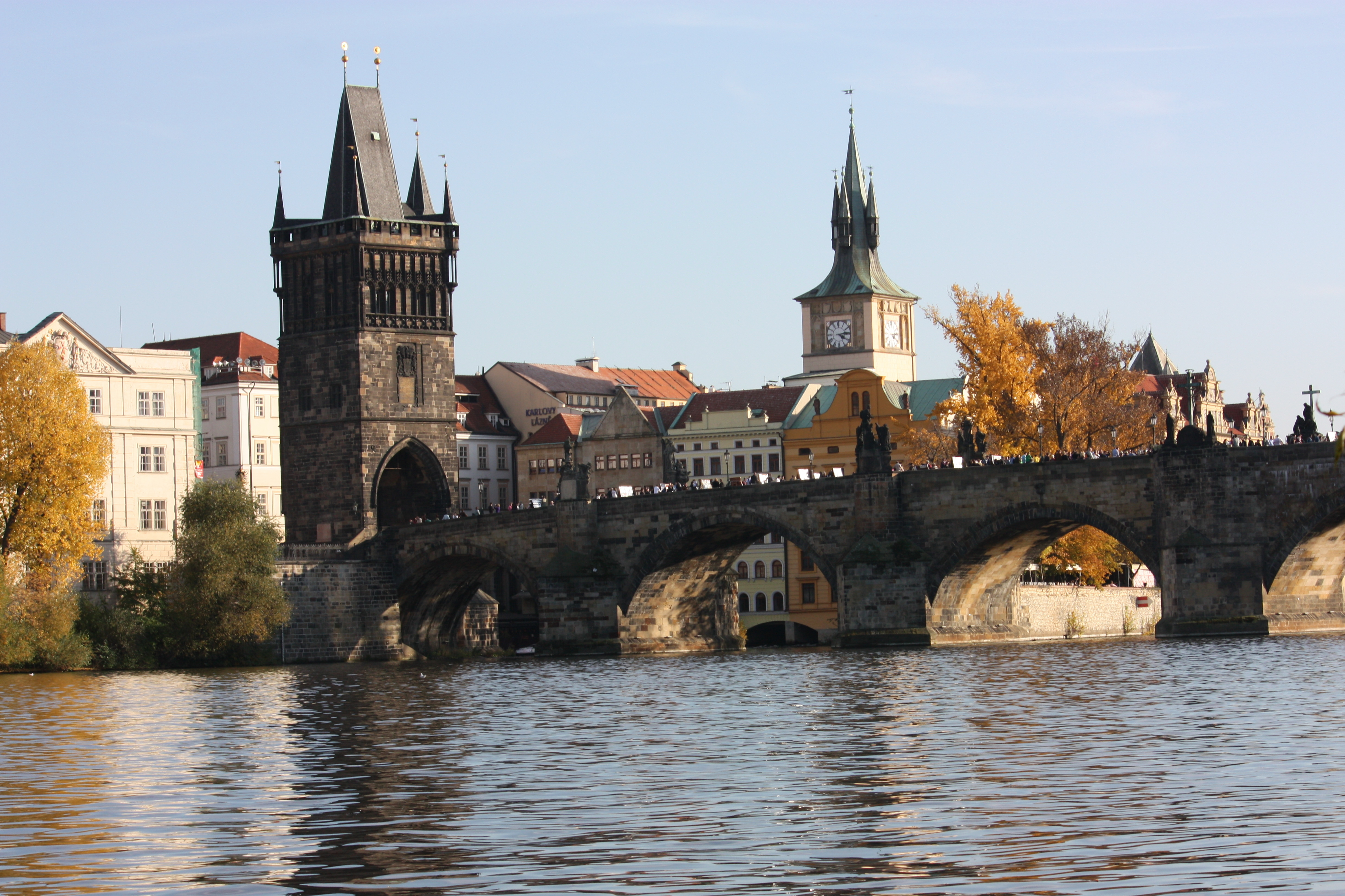
Puente de Carlos (después de 1357)
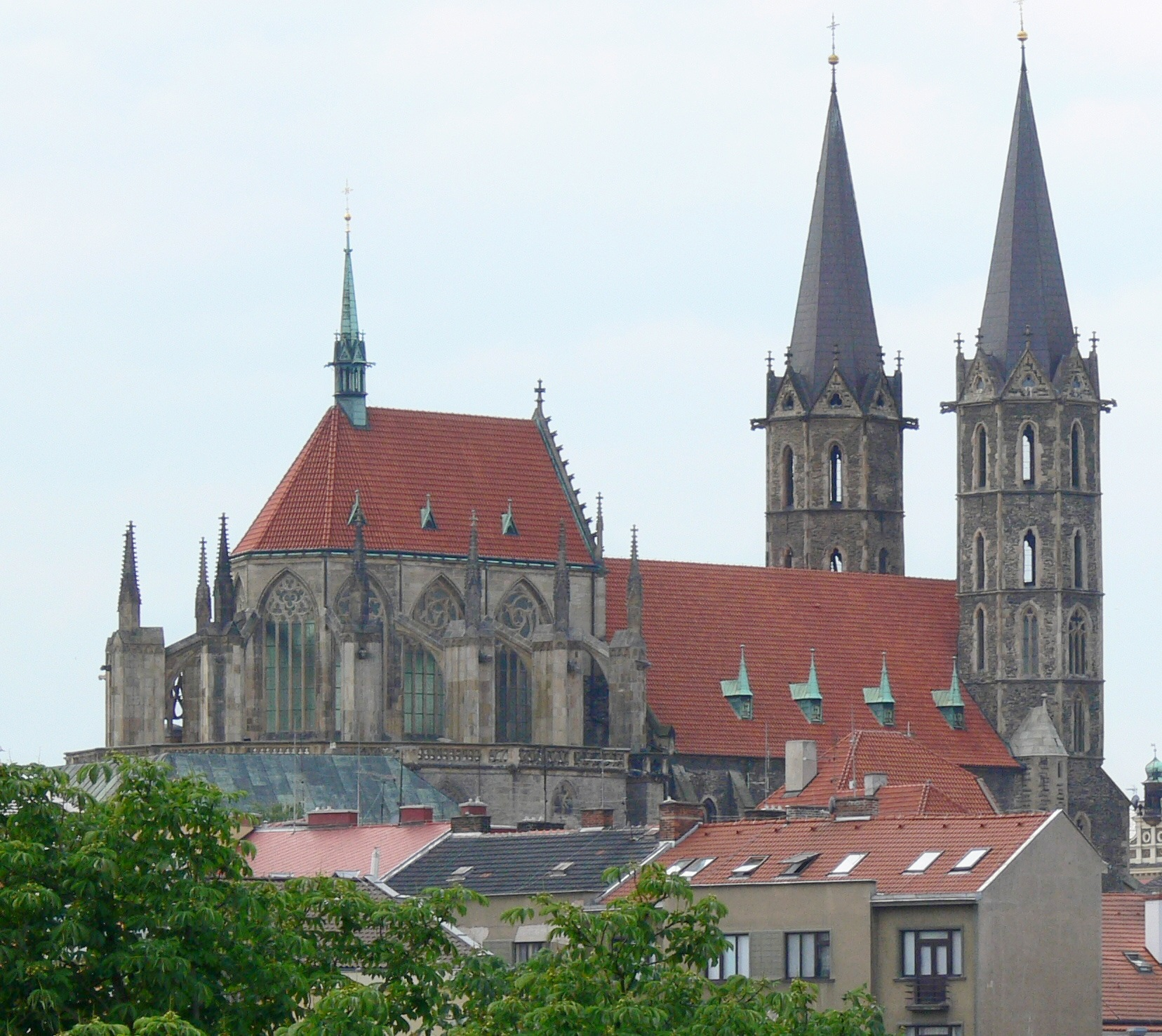
Iglesia de San Bartolomé (Kolín), con su elevado presbiterio (1360-1378)
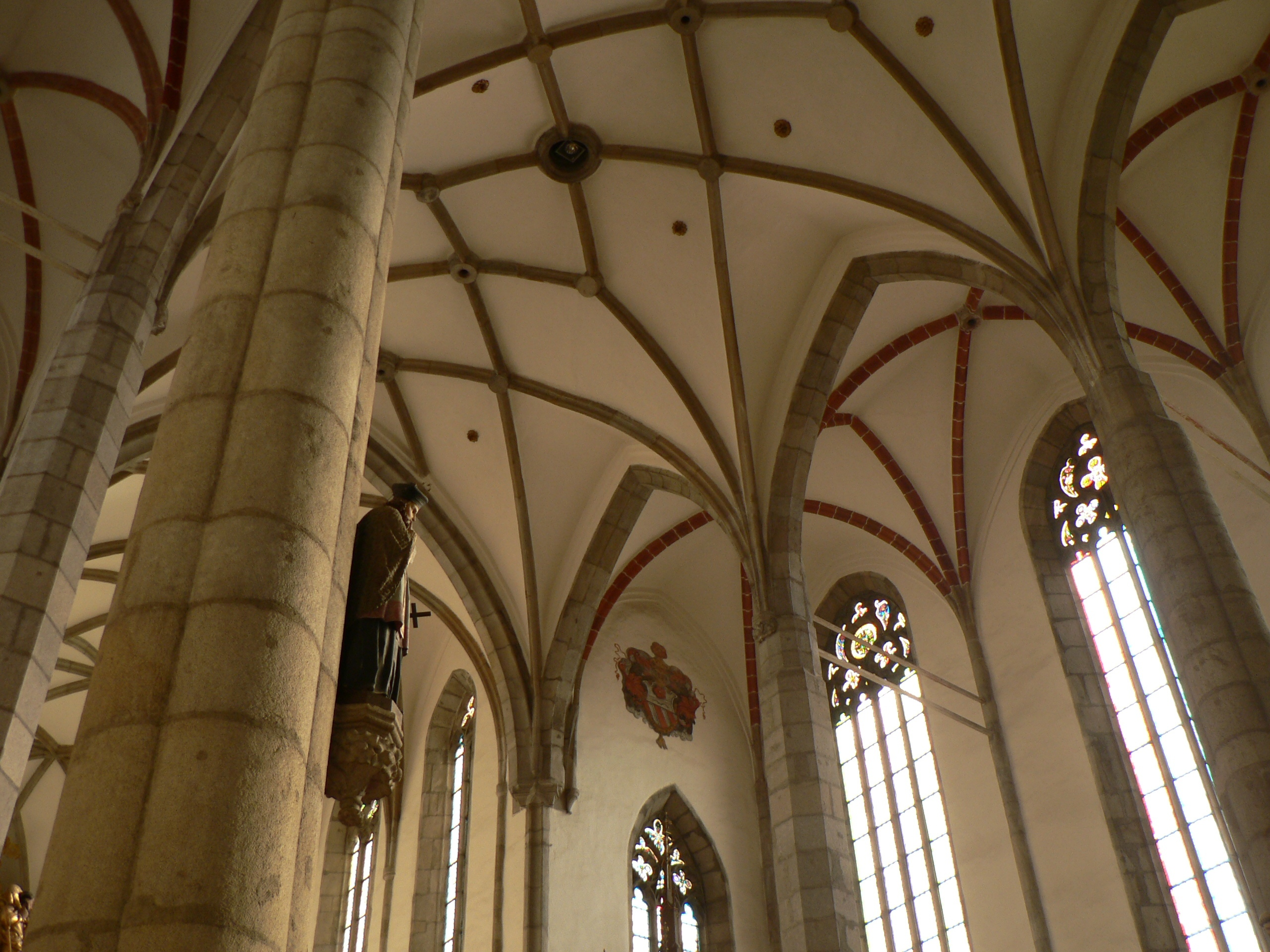
Interior de la iglesia de San Vito en Český Krumlov (después de 1407)

## Fase final

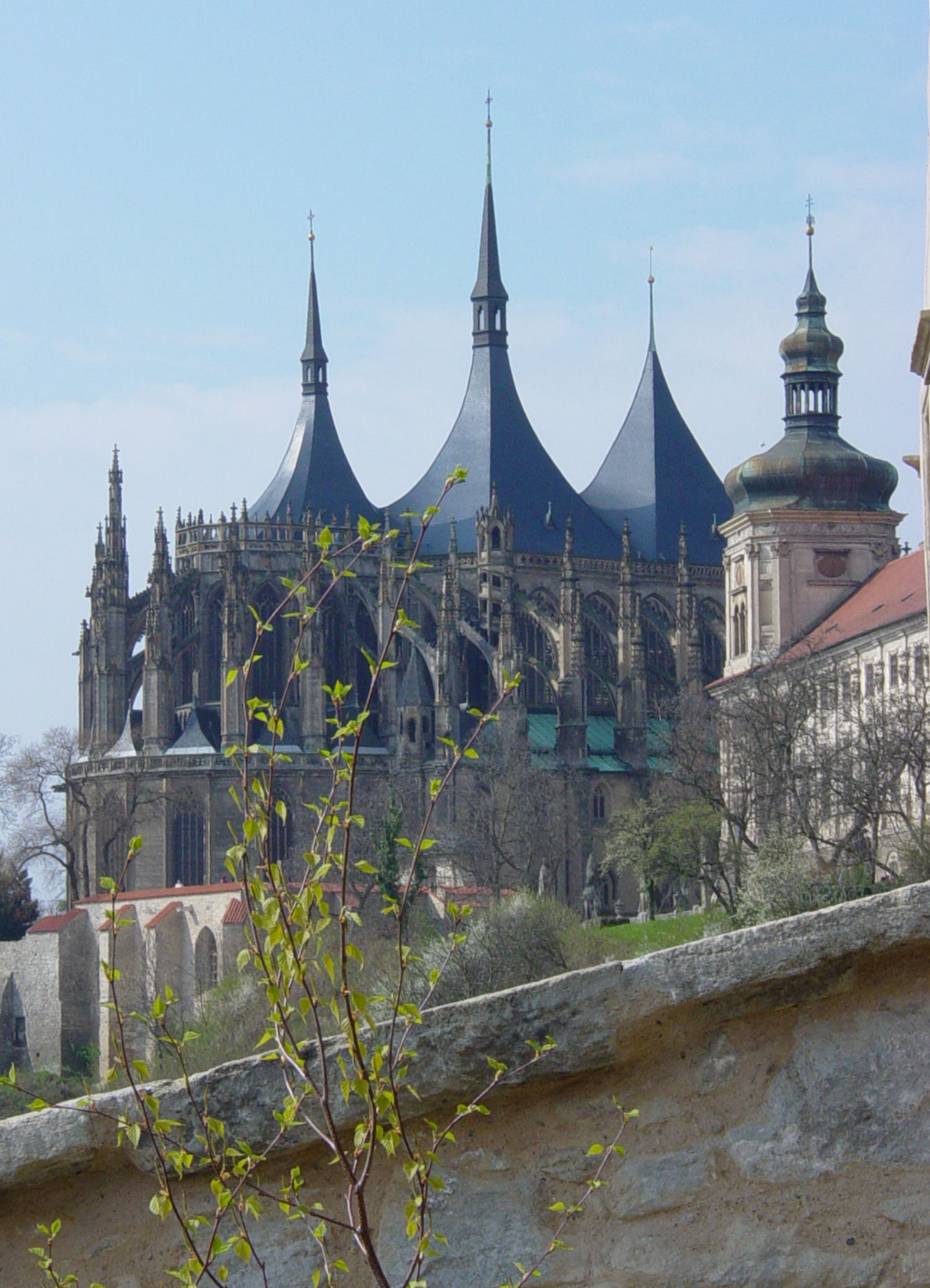
Iglesia de Santa Bárbara (Kutná Hora)

El desarrollo del Alto Gótico en la Corona de Bohemia se detuvo como consecuencia de las guerras husitas en 1419. Muchas iglesias, monasterios y castillos fueron destruidos, y los que estaban en construcción fueron dejados inacabados, como la catedral de San Vito en el castillo de Praga. La única muestra arquitectónica importante de la época son las impresionantes fortificaciones de la ciudad husita de Tábor. Durante las guerras y muchos años después de ellas, no hubo suficientes fondos para construir edificios preciosos. Los únicos monumentos importantes de esa época en Praga fueron la iglesia de Nuestra Señora ante Týn de la ciudad vieja de Praga (usada como principal iglesia por los husitas de Bohemia), cuyas obras continuaron tras las guerras, y la torre mayor de la puerta del puente de Carlos en la "pequeña ciudad" de Praga, que se construyó a expensas del rey Jorge de Poděbrady después de 1464.

### Gótico jagellón

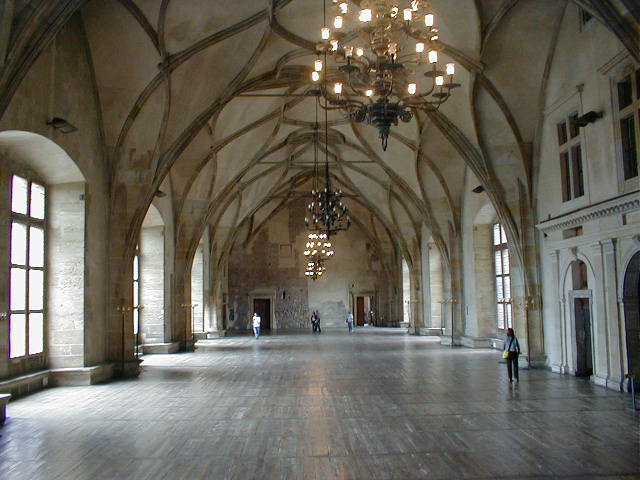
Salón de Vladislao (1493-1502) del castillo de Praga, de Benedikt Rejt (ca. 1500)

La mala situación del arte checo causada por las guerras y la inestabilidad política mejoró después de 1471, cuando un príncipe polaco católico, Vladislao Jagellón (nieto de la princesa bohemia Isabel de Luxemburgo, nieta a su vez de Carlos IV) se convirtió en el nuevo rey de Bohemia y especialmente después de 1485 cuando se promulgó la libertad religiosa (para católicos y husitas) y así las guerras religiosas. finalmente terminaron.
Al tiempo que el Renacimiento italiano florecía y comenzaba a influir en Europa occidental e incluso en el reino de Hungría, el arte checo volvió a la tradición de los maestros góticos, aunque lentamente se incorporaban elementos renacentistas. Bohemia no fue el único país que no aceptó el arte renacentista muy temprano y que trató de desarrollar el estilo gótico más antiguo con nuevas formas; también fue el caso de Austria, Baviera o Sajonia) o de Inglaterra (ver arquitectura Tudor). Aunque todavía usaban el estilo gótico, poco a poco comenzaron a incorporarse algunos elementos renacentistas.
El arquitecto más importante de la época fue Benedikt Rejt (c. 1450-1531/36), que trabajó para el rey Vladislao. Reconstruyó el castillo de Praga en estilo gótico final, con algunos elementos de la arquitectura renacentista temprana. Su obra maestra es la salón de Vladislao del antiguo palacio real de ese castillo, iniciado en 1493 y completado en 1502, siendo en la época el mayor espacio secular abovedado (sin apoyos intermedios) de Europa Central. Con un abovedamiento muy similar, completó la iglesia de Santa Bárbara de Kutná Hora, que tiene un techo de carpa típico del gótico tardío.
Junto con Hans Spiess Benedikt Rejt construyó el oratorio real de la catedral de San Vito en el Castillo de Praga, después de 1490. La interesante bóveda tiene una tracería ejecutada de forma naturalista, representando ramas secas atadas con gruesas cuerdas en lo alto de los arcos, en vez de los nervios usuales. Hans Spiess, procente de la ciudad alemana de Frankfurt am Main, también reconstruyó el castillo real de Křivoklát en Bohemia central.
Otro arquitecto importante del gótico final fue Matěj Rejsek de Prostějov (1445-1506), de origen checo. Construyó la puerta de la Pólvora en 1475-1484, inspirado por la torre del puente de la ciudad vieja.
En Brno trabajó el arquitecto austriaco Anton Pilgram, que diseñó el interesante pórtico del antiguo Ayuntamiento.

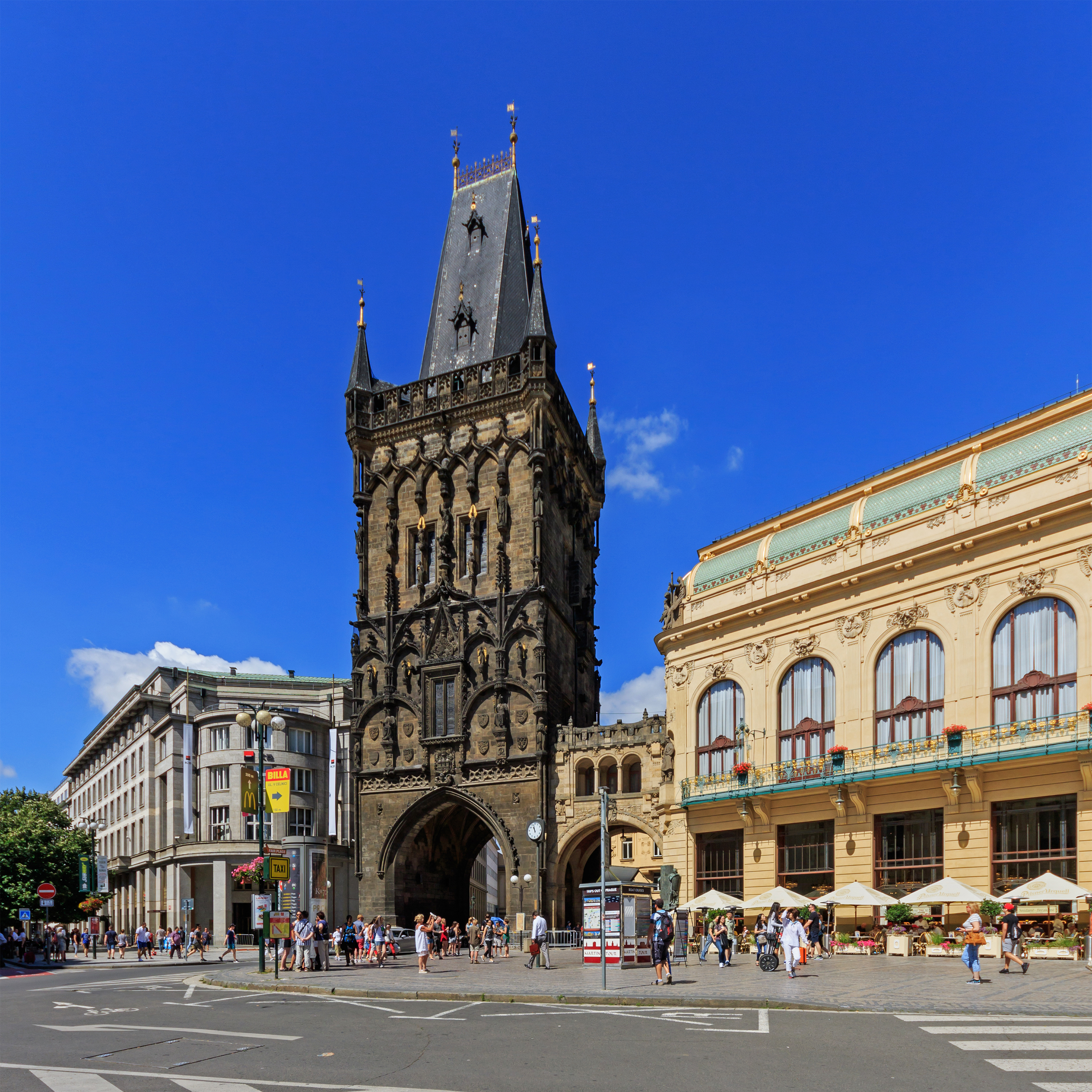
Torre de la Pólvora (Praga), de Matěj Rejsek (1475-1484)
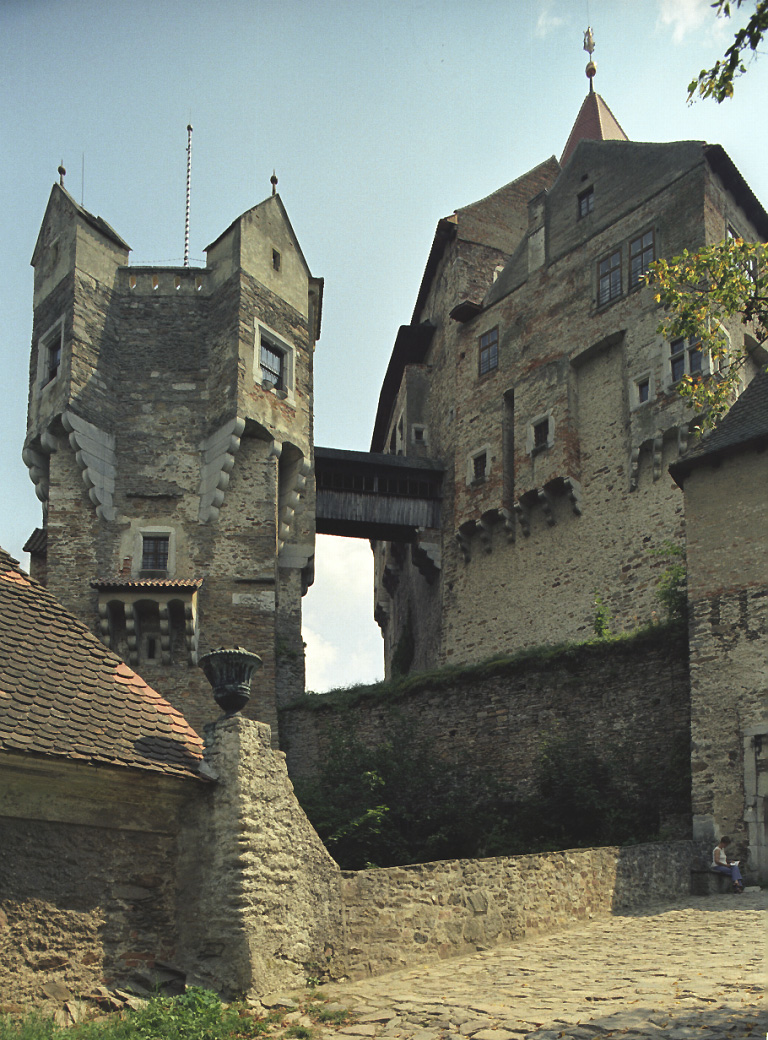
Castillo de Pernštejn (Moravia), finales del XV y comienzos del XVI.
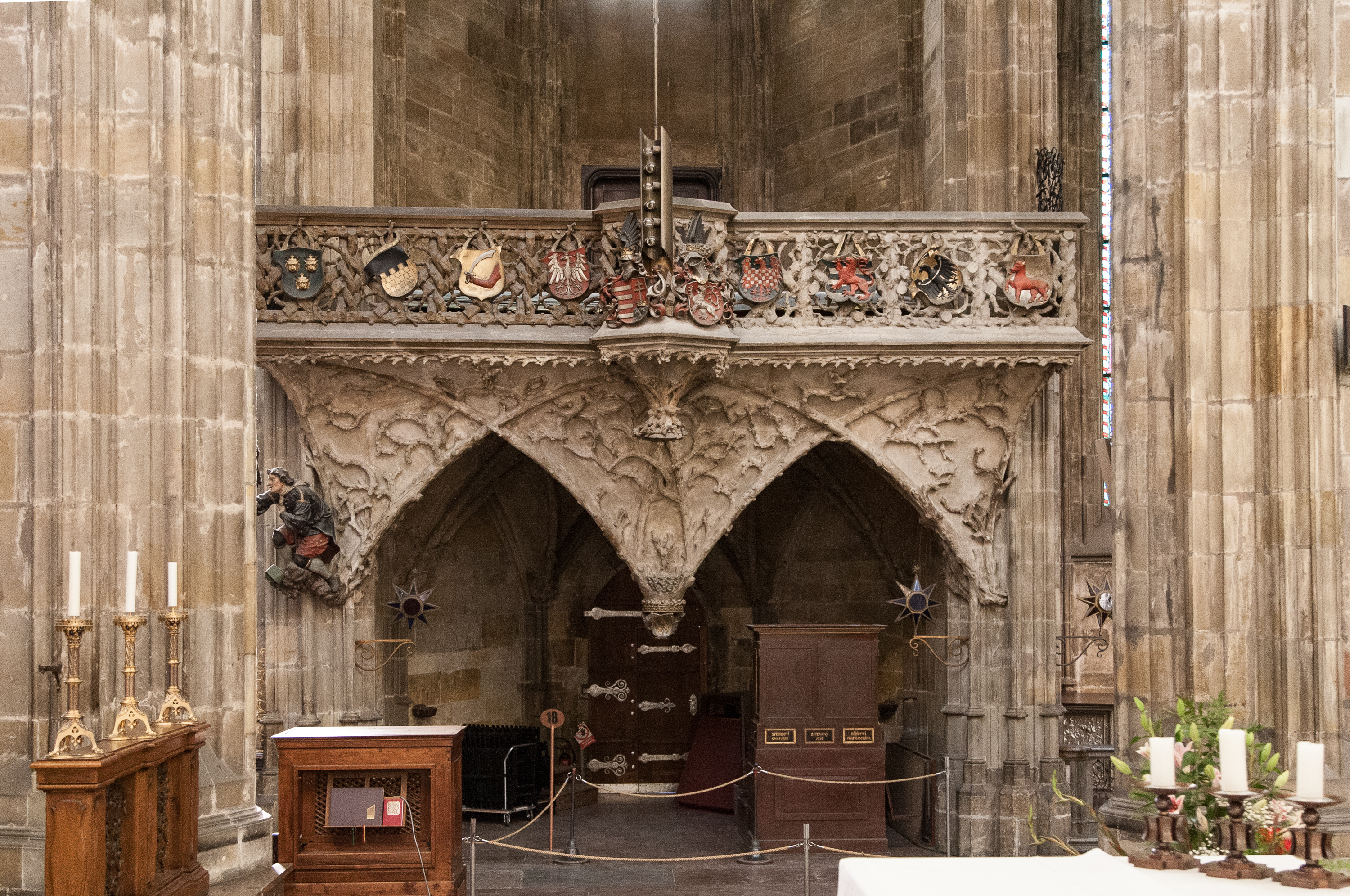
Oratorio Real de la catedral de San Vito (Praga), de Benedikt Rejt y Hans Spiess (ca. 1500)
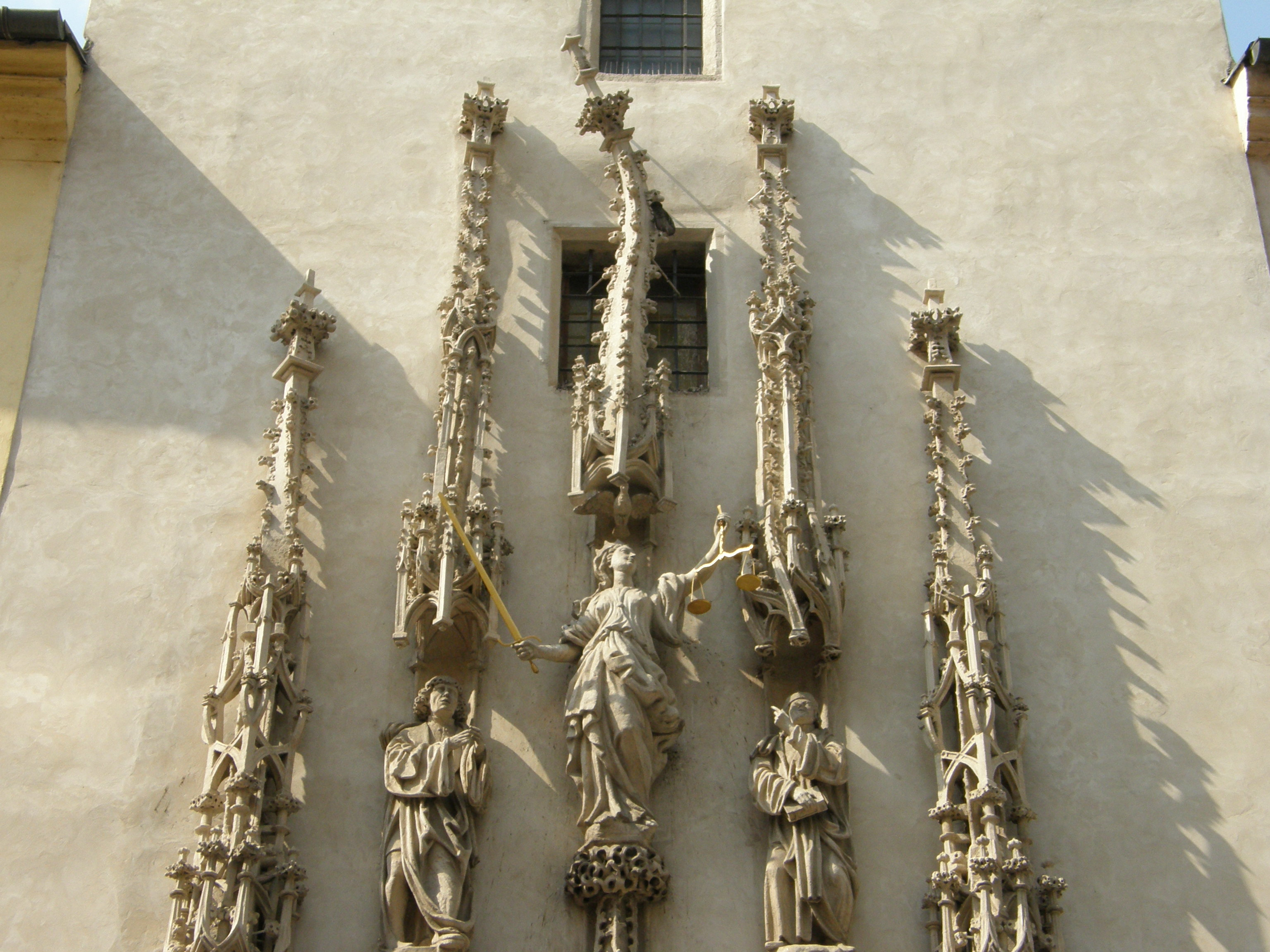
Pórtico de la ciudad vieja de Brno, de Anton Pilgram (1510-1511)
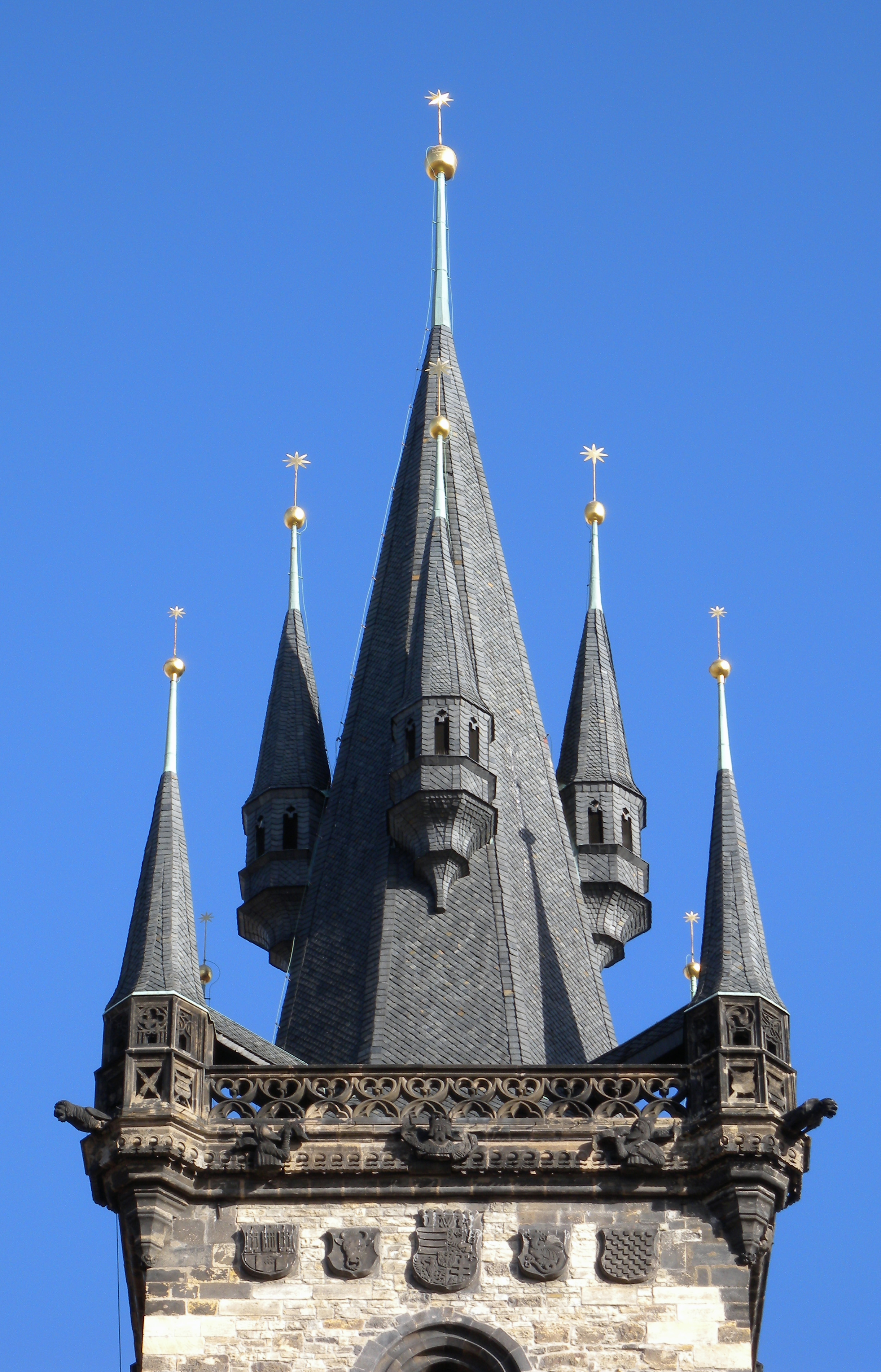
Torre de la iglesia de Nuestra Señora ante Týn (Praga), con su tejado original (antes de 1511)

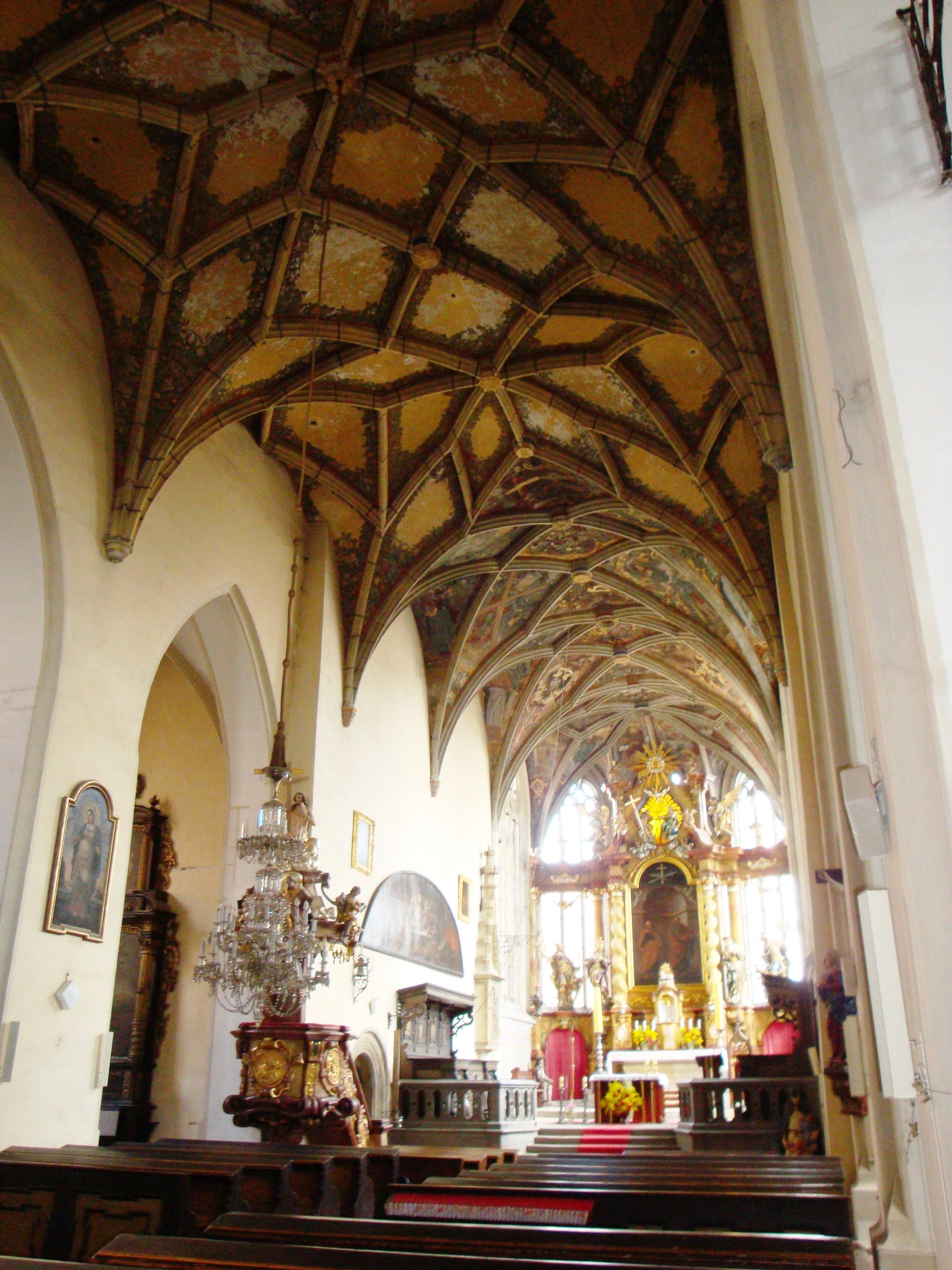
Bóveda de la iglesia de los santos Pedro y Pablo (Mělník), de Hans Spiess (ca. 1490)
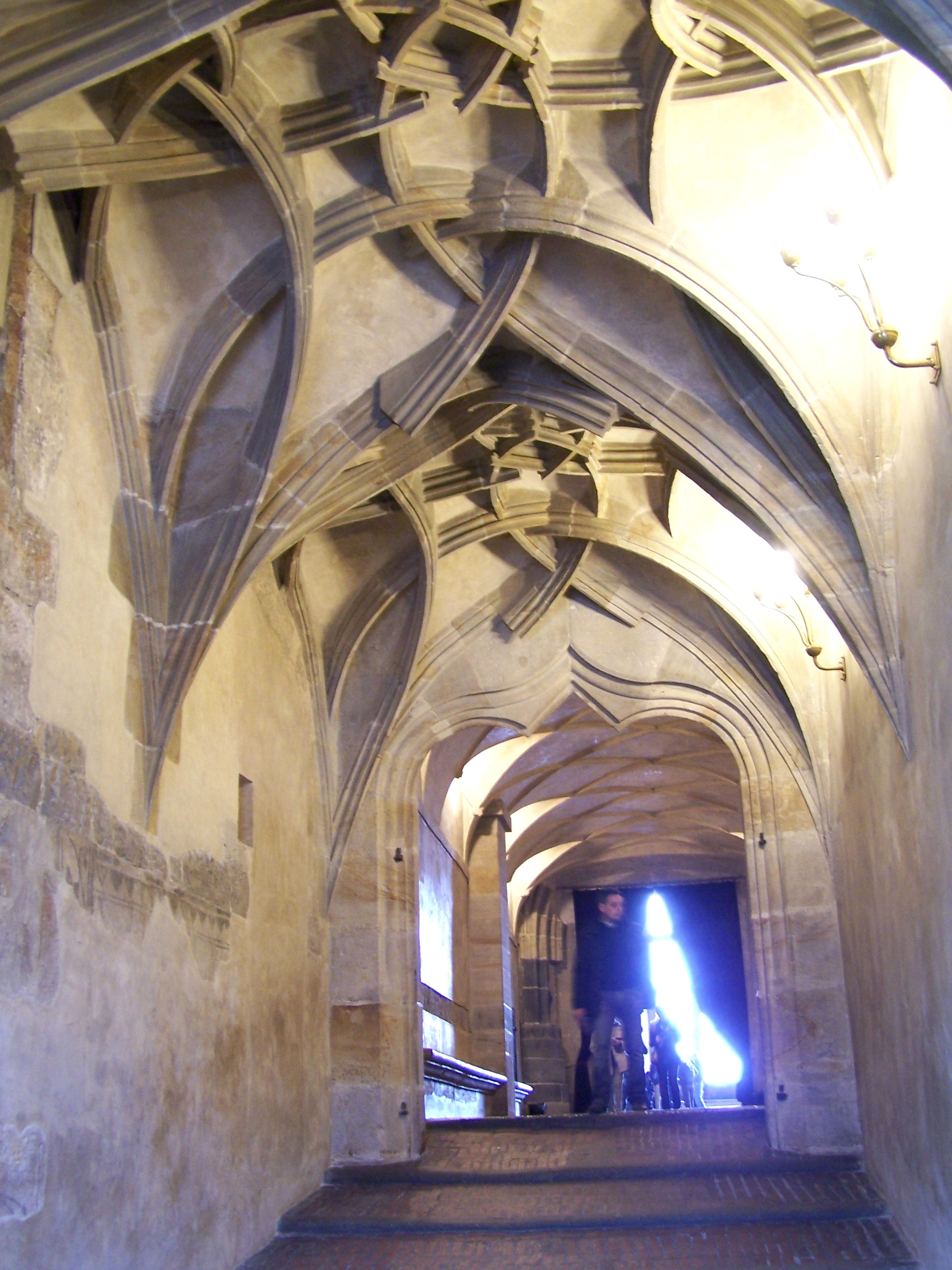
Escalera ecuestre[54] del castillo de Praga (ca. 1500)
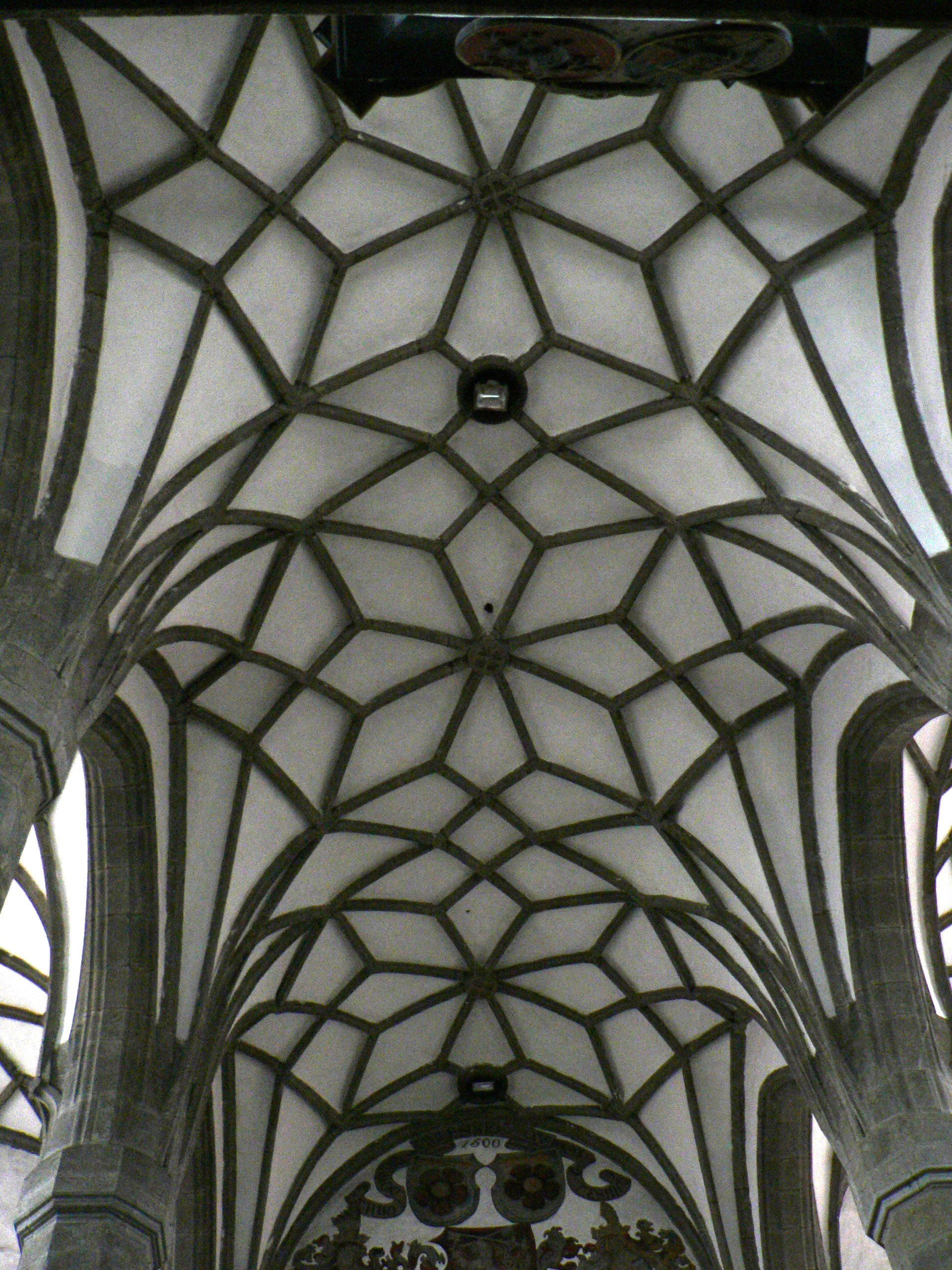
Bóveda de la iglesia de Santiago de Prachatice (1505-1513)
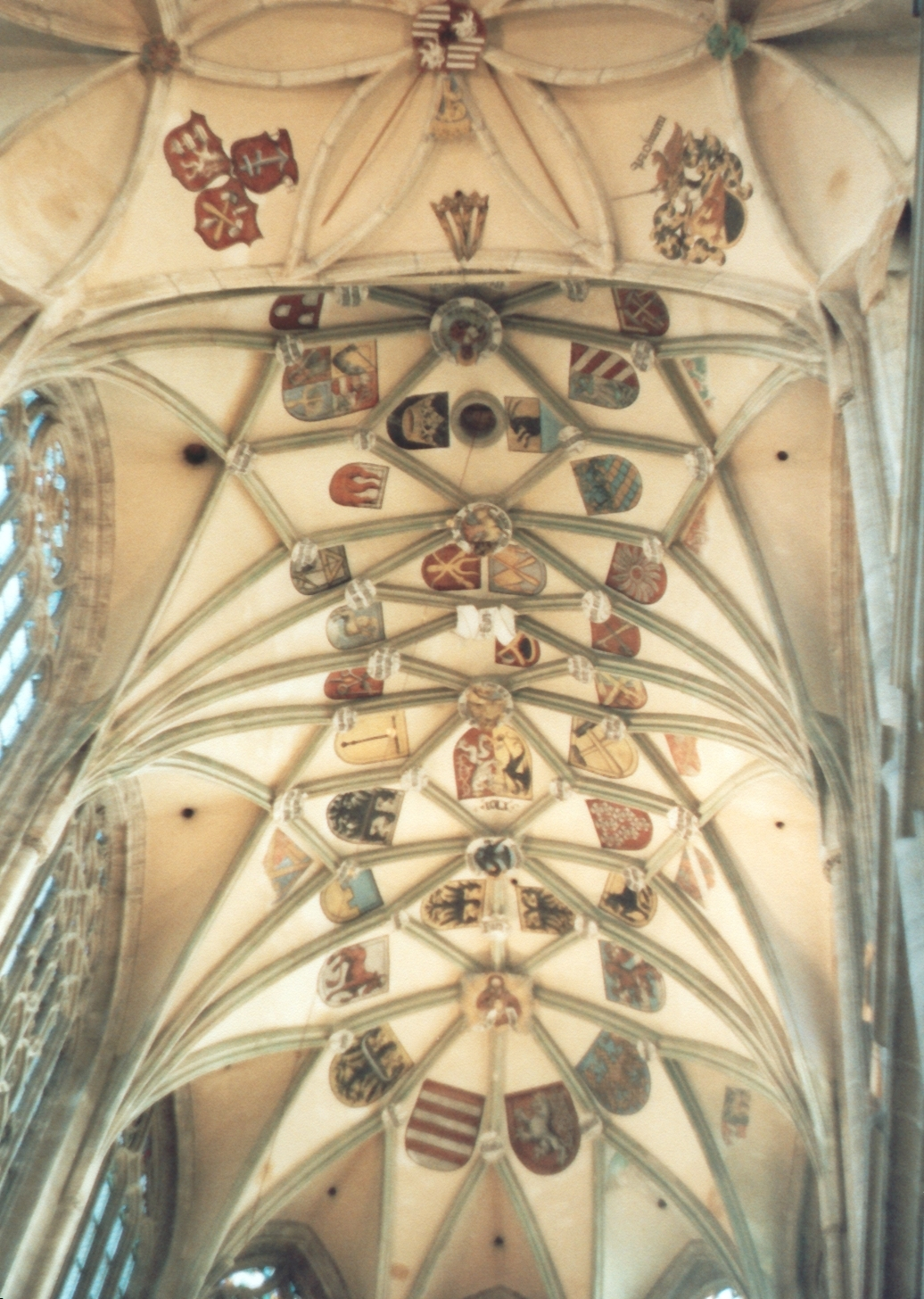
La bóveda de la nave de la iglesia de Santa Bárbara de Kutná Hora
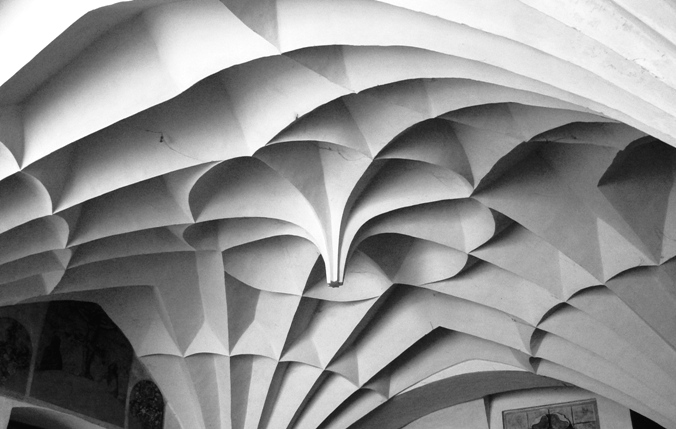
Bóveda de una casa de Slavonice